# Česká hokejová extraliga 2014/2015
Česká hokejová extraliga 2014/2015 byla 22. ročníkem nejvyšší hokejové soutěže v České republice.

## Fakta
- 22. ročník samostatné české nejvyšší hokejové soutěže
- Nejlepší střelec základní části – Erik Hrňa HC Oceláři Třinec + HC Olomouc 26 branek (16 branek + 10 branek)
- Nejlepší nahrávač – Viktor Hübl HC Verva Litvínov (37 asistencí)
- Vítěz kanadského bodování – Viktor Hübl HC Verva Litvínov (58 bodů)
- Vítěz základní části – HC Oceláři Třinec

Hlavním sponzorem soutěže byla sázková společnost Tipsport.
Už před sezonou avizovalo ukončení nebo přerušení činnosti 6 zkušených sudích – hlavní Antonín Jeřábek, Milan Minář a Radek Husička a čároví Bádal s Pouzarem a také zkušený Evžen Kostka. Podle šéfa komise rozhodčích ČSLH Pavla Halase potrvá jejich nahrazení roky. Do extraligy tak možná znovu nahlédnou prvoligoví rozhodčí, kteří se v minulosti již v extralize objevili (Blecha, Smitka, Trombík), nebo dostanou příležitost úplní nováčci, kteří budou pískat po boku nejzkušenějších rozhodčích jako Vladimír Šindler nebo Martin Homola.

## Kluby podle krajů
- Praha:
  - HC Slavia Praha
  - HC Sparta Praha
- Středočeský kraj:
  - BK Mladá Boleslav
- Plzeňský kraj:
  - HC Plzeň 1929
- Karlovarský kraj:
  - HC Energie Karlovy Vary
- Pardubický kraj:
  - HC ČSOB Pojišťovna Pardubice
- Liberecký kraj:
  - Bílí Tygři Liberec
- Ústecký kraj:
  - HC Verva Litvínov
- Moravskoslezský kraj:
  - HC Oceláři Třinec
  - HC Vítkovice Steel
- Olomoucký kraj:
  - HC Olomouc
- Zlínský kraj:
  - PSG Zlín
- Královéhradecký kraj:
  - Mountfield HK
- Jihomoravský kraj:
  - HC Kometa Brno

## Systém soutěže

### Základní část
Soutěže se účastnilo celkem 14 klubů. Ty se nejprve utkaly vzájemně 4× mezi sebou (vždy dvakrát na svém hřišti a dvakrát na soupeřově hřišti). Po odehrání těchto 52 utkání se sestavila tabulka (vítězství bylo obodováno 3 body, vítězství v prodloužení či na samostatné nájezdy za 2 body, naopak porážka v prodloužení či na samostatné nájezdy za 1 bod a porážka v základní době není bodována vůbec). Prvních šest týmů postoupilo do playoff přímo, týmy na 7. až 10. místě postoupily do předkola playoff a níže umístěné celky se utkaly ve skupině playout.

### Playoff
V předkole playoff se utkal tým na 7. místě s týmem na 10. místě a tým na osmém místě s týmem na místě devátém. Do dalších bojů postoupil z dvojice vždy ten celek, který dříve dosáhl tří vítězství. Postoupivší týmy doplnily předchozích šest týmů v playoff, v němž se utkaly 1. tým po základní části s týmem postupujícím z předkola, který byl po základní části v tabulce extraligy hůře umístěn. Zbývající postupující z předkola se utkal s týmem na druhém místě a další dvojice vytvoří týmy na 3. a 6. místě, resp. na 4. a 5. místě. Z těchto čtyř dvojic postoupily do dalších bojů celky, jež dříve dosáhly čtyř vítězství. V semifinále se utkaly tým postupující ze čtvrtfinále, který byl po základní části nejvýše postaven ze všech čtyř semifinalistů, s týmem postoupivším ze čtvrtfinále, který byl po základní části naopak nejhorším ze všech týmů, jež do semifinále postoupily. Zbylé dva týmy utvořily druhou dvojici. Do finále postoupil z obou dvojic vždy ten celek, který dosáhl dříve čtyř vítězství. Finále se hrálo na čtyři vítězná utkání a jeho vítěz získal titul mistra extraligy a Masarykův pohár. Ve všech fázích playoff začínaly boje vždy dvěma utkáními na stadionu lépe postaveného týmu po základní části, dále následovalo jedno nebo dvě utkání (to podle vývoje série) na hřišti hůře postaveného týmu a následně – pokud je odehrání těchto utkání nutné – se týmy v pořadatelství střídaly, a to vždy po jednom zápase.

### Playout
Do playout si celky přinášely bodové zisky a počty vstřelených i obdržených branek totožné se základní tabulkou a následně se utkávaly vzájemně mezi sebou, kdy každý z týmů odehrál celkem šest utkání, a to s každým z týmů ve skupině playout (jednou coby hostitel utkání, podruhé co by hostující tým). Výsledky i bodové zisky (vítězství je bodováno 3 body, vítězství v prodloužení či na samostatné nájezdy za 2 body, naopak porážka v prodloužení či na samostatné nájezdy za 1 bod a porážka v základní době není bodována vůbec) byly připočítány k ziskům po základní části a dva nejhorší týmy se utkaly se dvěma nejlepšími týmy první ligy v baráži o setrvání v extralize i pro příští sezónu.

### Baráž
V baráži se střetly dva nejhorší týmy extraligy (po odehrání zápasů skupiny playout) s vítěznými semifinalisty první ligy. Baráž se hrála formou čtyřčlenné skupiny čtyřkolovým systémem každý s každým (celkem tedy 12 kol). Po odehrání všech utkání baráže se sestavila tabulka a týmy na prvních dvou místech hrály v sezóně 2015/2016 extraligu, zbylé dva týmy první ligu.

## Základní údaje

### Stadiony
Poznámka: Tabulka uvádí kluby v abecedním pořadí.
| Klub                         | Stadion               | Kapacita |
| ---------------------------- | --------------------- | -------- |
| Bílí Tygři Liberec           | Home Credit Arena     | 7 500    |
| HC ČSOB Pojišťovna Pardubice | Tipsport Arena        | 10 194   |
| Energie Karlovy Vary         | KV Arena              | 6 000    |
| Kometa Brno                  | DRFG Arena            | 7 200    |
| Mladá Boleslav               | ŠKO-ENERGO Aréna      | 4 200    |
| Mountfield HK                | Fortuna aréna         | 6 890    |
| Oceláři Třinec               | Werk Arena            | 5 200    |
| Olomouc                      | ZS Olomouc            | 5 500    |
| PSG Zlín                     | ZS Luďka Čajky        | 7 000    |
| Slavia Praha                 | O2 arena              | 17 360   |
| Sparta Praha                 | Tipsport Arena        | 13 238   |
| Škoda Plzeň                  | Home Monitoring Aréna | 8 236    |
| Verva Litvínov               | ZS Ivana Hlinky       | 6 011    |
| Vítkovice Steel              | ČEZ Aréna             | 10 109   |

### Personál a ostatní (stav na začátku sezóny)
Údaje v tabulce jsou platné k začátku soutěže.
| Klub                 | Hlavní trenér     | Kapitán          | Soupisky | Přestupy | Asistent trenéra | Předchozí sezona | Soupisky |
| -------------------- | ----------------- | ---------------- | -------- | -------- | ---------------- | ---------------- | -------- |
| PSG Zlín             | Rostislav Vlach   | Petr Čajánek     | Zde      | Zde      | Juraj Jurík      | Zlatá medaile    | Zde      |
| Kometa Brno          | Vladimír Kýhos    | Leoš Čermák      | Zde      | Zde      | Martin Pešout    | Stříbrná medaile | Zde      |
| Sparta Praha         | Josef Jandač      | Tomáš Rolinek    | Zde      | Zde      | Zdeněk Moták     | Bronzová medaile | Zde      |
| Oceláři Třinec       | Jiří Kalous       | Rostislav Klesla | Zde      | Zde      | Václav Varaďa    | 4. místo         | Zde      |
| Škoda Plzeň          | Milan Razým       | Ondřej Kratěna   | Zde      | Zde      | Michal Straka    | 5. místo         | Zde      |
| Mountfield HK        | Peter Draisaitl   | Jiří Šimánek     | Zde      | Zde      | Jiří Kučera      | 6. místo         | Zde      |
| Pardubice            | Zdeněk Venera     | Petr Čáslava     | Zde      | Zde      | Miloš Říha       | 7. místo         | Zde      |
| Vítkovice Steel      | Peter Oremus      | Jiří Burger      | Zde      | Zde      | Roman Šimíček    | 8. místo         | Zde      |
| Bílí Tygři Liberec   | Pavel Hynek       | Jan Výtisk       | Zde      | Zde      | Milan Černý      | 9. místo         | Zde      |
| Slavia Praha         | Ladislav Lubina   | Jaroslav Bednář  | Zde      | Zde      | Josef Beránek    | 10. místo        | Zde      |
| Verva Litvínov       | Radim Rulík       | Michal Trávníček | Zde      | Zde      | Miloslav Hořava  | 11. místo        | Zde      |
| Energie Karlovy Vary | Karel Mlejnek     | Radek Duda       | Zde      | Zde      | Jaromír Kverka   | 12. místo        | Zde      |
| Mladá Boleslav       | František Výborný | David Výborný    | Zde      | Zde      | Marian Jelínek   | postup z         | Zde      |
| Olomouc              | Petr Fiala        | Pavel Patera     | Zde      | Zde      | Jiří Dopita      | postup z         | Zde      |

## Konečná tabulka základní části
| Poř. | Tým                          | Z  | V  | VP | PP | P  | VG  | OG  | B   |
| ---- | ---------------------------- | -- | -- | -- | -- | -- | --- | --- | --- |
| 1.   | HC Oceláři Třinec            | 52 | 32 | 4  | 3  | 13 | 183 | 117 | 107 |
| 2.   | HC Verva Litvínov            | 52 | 30 | 6  | 3  | 13 | 167 | 120 | 105 |
| 3.   | HC Kometa Brno               | 52 | 28 | 3  | 5  | 16 | 153 | 135 | 95  |
| 4.   | HC Sparta Praha              | 52 | 27 | 6  | 1  | 18 | 194 | 140 | 94  |
| 5.   | Mountfield Hradec Králové    | 52 | 26 | 3  | 1  | 22 | 136 | 131 | 85  |
| 6.   | PSG Zlín                     | 52 | 22 | 5  | 5  | 20 | 145 | 153 | 81  |
| 7.   | HC Škoda Plzeň               | 52 | 19 | 8  | 2  | 23 | 144 | 133 | 75  |
| 8.   | HC Vítkovice Steel           | 52 | 21 | 4  | 4  | 23 | 136 | 153 | 75  |
| 9.   | HC ČSOB Pojišťovna Pardubice | 52 | 22 | 1  | 6  | 23 | 143 | 156 | 74  |
| 10.  | BK Mladá Boleslav (N)        | 52 | 21 | 0  | 9  | 22 | 156 | 164 | 72  |
| 11.  | Bílí Tygři Liberec           | 52 | 16 | 9  | 3  | 24 | 128 | 131 | 69  |
| 12.  | HC Energie Karlovy Vary      | 52 | 16 | 2  | 10 | 24 | 110 | 146 | 62  |
| 13.  | HC Olomouc (N)               | 52 | 13 | 5  | 5  | 29 | 126 | 167 | 54  |
| 14.  | HC Slavia Praha              | 52 | 12 | 3  | 2  | 35 | 106 | 181 | 44  |

| Vysvětlivka                         |
| ----------------------------------- |
| Přímý postup do čtvrtfinále playoff |
| Postup do předkola playoff          |
| Účastník playout                    |

Poznámka:
- (N) = nováček (minulou sezónu hrál nižší soutěž a postoupil)

## Hráčské statistiky základní části

### Kanadské bodování
Toto je konečné pořadí hráčů podle dosažených bodů. Za jeden vstřelený gól nebo přihrávku na gól hráč získal jeden bod.
| Poř. | Hráč             | Tým                          | Z  | G  | A  | B  | TM | +/- |
| ---- | ---------------- | ---------------------------- | -- | -- | -- | -- | -- | --- |
| 1.   | Viktor Hübl      | HC Verva Litvínov            | 51 | 21 | 37 | 58 | 30 | 16  |
| 2.   | Martin Ručinský  | HC Verva Litvínov            | 51 | 19 | 35 | 54 | 64 | 17  |
| 3.   | Tomáš Mertl      | Mountfield HK                | 50 | 24 | 26 | 50 | 58 | 11  |
| 4.   | Jaroslav Hlinka  | HC Sparta Praha              | 48 | 17 | 33 | 50 | 32 | 3   |
| 5.   | Erik Hrňa        | HC Oceláři Třinec            | 45 | 26 | 21 | 47 | 12 | 10  |
| 6.   | Petr Sýkora      | HC ČSOB Pojišťovna Pardubice | 48 | 26 | 18 | 44 | 50 | 13  |
| 7.   | Jaroslav Bednář  | HC Slavia Praha              | 47 | 17 | 27 | 44 | 20 | -14 |
| 8.   | Jiří Polanský    | HC Oceláři Třinec            | 46 | 18 | 25 | 43 | 60 | 14  |
| 9.   | Petr Ton         | HC Kometa Brno               | 51 | 22 | 20 | 42 | 16 | 10  |
| 10.  | Vladimír Svačina | HC Vítkovice Steel           | 52 | 17 | 25 | 42 | 18 | 6   |

### Hodnocení brankářů
Konečné pořadí nejlepších pěti brankářů podle úspěšnosti zásahů v procentech. Brankář musel mít odehráno minimálně 40% hrací doby za svůj tým.
| Poř. | Hráč           | Tým                     | Záp. | Čas  | OG  | PZ   | ČK | Úsp%  | POG  |
| ---- | -------------- | ----------------------- | ---- | ---- | --- | ---- | -- | ----- | ---- |
| 1.   | Pavel Francouz | HC Verva Litvínov       | 46   | 2711 | 94  | 1284 | 7  | 93,18 | 2,08 |
| 2.   | Tomáš Závorka  | HC Energie Karlovy Vary | 40   | 2282 | 100 | 1229 | 1  | 92,48 | 2,63 |
| 3.   | Šimon Hrubec   | HC Oceláři Třinec       | 37   | 2133 | 71  | 864  | 6  | 92,41 | 2,00 |
| 4.   | Ján Lašák      | Bílí Tygři Liberec      | 46   | 2735 | 106 | 1236 | 2  | 92,10 | 2,33 |
| 5.   | Marek Čiliak   | HC Kometa Brno          | 45   | 2598 | 95  | 1060 | 5  | 91,77 | 2,19 |

Záp. = Odehrané zápasy; Čas = Čas na ledě (minuty); OG = Obdržené góly; PZ = Počet zásahů; ČK = Čistá konta; Úsp% = Procento úspěšných zásahů; POG = Průměr obdržených gólů na zápas

### Radegast index
Konečné pořadí nejlepších pěti hráčů.
| Poř. | Hráč         | Tým                          | Záp. | +  | −  | Hity | Hit/Z | ZS  | Rad.in | Poz. |
| ---- | ------------ | ---------------------------- | ---- | -- | -- | ---- | ----- | --- | ------ | ---- |
| 1.   | Jiří Vašíček | Mountfield HK                | 39   | 27 | 21 | 78   | 2,00  | 82  | 248    | O    |
| 2.   | Jan Hanzlík  | HC Kometa Brno               | 52   | 48 | 38 | 28   | 0,54  | 101 | 240    | O    |
| 3.   | Jan Výtisk   | Bílí Tygři Liberec           | 43   | 16 | 25 | 62   | 1,44  | 79  | 211    | O    |
| 4.   | Lukáš Galvas | HC Oceláři Třinec            | 48   | 36 | 15 | 61   | 1,27  | 64  | 210    | O    |
| 5.   | Petr Čáslava | HC ČSOB Pojišťovna Pardubice | 51   | 40 | 37 | 83   | 1,63  | 60  | 206    | O    |

Záp. = Odehrané zápasy; + = Plusové body; − = Minusové body; Hit/Z = Průmět hitů na zápas; ZS = Zablokované střely; Rad.in = Radegast index; Poz. = Pozice
Ve čtvrtfinále playoff se utkávají Brno se Zlínem a Sparta s Hradcem Králové. Zbylí dva jistí účastníci – Třinec a Litvínov – hrají s týmy, jež postoupily z předkola (Třinec s hůře postaveným postupujícím po základní části, Litvínov s lépe postaveným). Třinec se utkává s Mladou Boleslaví, která vyřadila Plzeň (3:1 na zápasy) a Litvínov s Pardubicemi, jež si poradily s Vítkovicemi (3:1 na zápasy).

## Pavouk play off
|  | Předkolo | Předkolo       | Předkolo     |                |    | Čtvrtfinále | Čtvrtfinále | Čtvrtfinále |   |    | Semifinále | Semifinále | Semifinále |   |  | Finále | Finále | Finále |
|  |          |                |              |                |    |             |             |             |   |    |            |            |            |   |  |        |        |        |
|  | 10.      | Mladá Boleslav | 3            |                |    |             |             |             |   |    |            |            |            |   |  |        |        |        |
|  | 7.       | Plzeň          | 1            |                |    |             |             |             |   |    |            |            |            |   |  |        |        |        |
|  | 7.       | Plzeň          | 1            |                | 1. | Třinec      | 4           |             |   |    |            |            |            |   |  |        |        |        |
|  |          |                |              |                | 1. | Třinec      | 4           |             |   |    |            |            |            |   |  |        |        |        |
|  |          |                | 10.          | Mladá Boleslav | 1  |             |             |             |   |    |            |            |            |   |  |        |        |        |
|  |          |                | 10.          | Mladá Boleslav | 1  |             |             |             |   |    |            |            |            |   |  |        |        |        |
|  |          |                |              |                |    |             |             |             |   |    |            |            |            |   |  |        |        |        |
|  |          |                |              |                |    |             |             |             |   |    |            |            |            |   |  |        |        |        |
|  |          |                |              |                |    |             | 1.          | Třinec      | 4 |    |            |            |            |   |  |        |        |        |
|  |          |                |              |                |    |             |             |             | 4 |    |            |            |            |   |  |        |        |        |
|  |          | 4.             | Sparta Praha | 2              |    |             |             |             |   |    |            |            |            |   |  |        |        |        |
|  |          | 4.             | Sparta Praha | 2              |    |             |             |             |   |    |            |            |            |   |  |        |        |        |
|  |          |                |              |                |    |             |             |             |   |    |            |            |            |   |  |        |        |        |
|  |          |                |              |                |    |             |             |             |   |    |            |            |            |   |  |        |        |        |
|  |          | 4.             | Sparta Praha | 4              |    |             |             |             |   |    |            |            |            |   |  |        |        |        |
|  |          |                |              | 4              |    |             |             |             |   |    |            |            |            |   |  |        |        |        |
|  |          |                | 5.           | Hradec Králové | 0  |             |             |             |   |    |            |            |            |   |  |        |        |        |
|  |          |                | 5.           | Hradec Králové | 0  |             |             |             |   |    |            |            |            |   |  |        |        |        |
|  |          |                |              |                |    |             |             |             |   |    |            |            |            |   |  |        |        |        |
|  |          |                |              |                |    |             |             |             |   |    |            |            |            |   |  |        |        |        |
|  |          |                |              |                |    |             |             |             |   |    |            | 1.         | Třinec     | 3 |  |        |        |        |
|  |          |                |              |                |    |             |             |             |   |    |            |            |            |   |  |        |        |        |
|  |          | 2.             | Litvínov     | 4              |    |             |             |             |   |    |            |            |            |   |  |        |        |        |
|  |          | 2.             | Litvínov     | 4              |    |             |             |             |   |    |            |            |            |   |  |        |        |        |
|  |          |                |              |                |    |             |             |             |   |    |            |            |            |   |  |        |        |        |
|  |          |                |              |                |    |             |             |             |   |    |            |            |            |   |  |        |        |        |
|  |          | 2.             | Litvínov     | 4              |    |             |             |             |   |    |            |            |            |   |  |        |        |        |
|  |          |                |              | 4              |    |             |             |             |   |    |            |            |            |   |  |        |        |        |
|  |          |                | 9.           | Pardubice      | 1  |             |             |             |   |    |            |            |            |   |  |        |        |        |
|  | 8.       | Vítkovice      | 9.           | Pardubice      | 1  | 1           |             |             |   |    |            |            |            |   |  |        |        |        |
|  | 8.       | Vítkovice      |              |                |    | 1           |             |             |   |    |            |            |            |   |  |        |        |        |
|  | 9.       | Pardubice      | 3            |                |    |             |             |             |   |    |            |            |            |   |  |        |        |        |
|  | 9.       | Pardubice      | 3            |                |    |             |             |             |   | 2. | Litvínov   | 4          |            |   |  |        |        |        |
|  |          |                |              |                |    |             |             |             |   | 2. | Litvínov   | 4          |            |   |  |        |        |        |
|  |          | 3.             | Brno         | 1              |    |             |             |             |   |    |            |            |            |   |  |        |        |        |
|  |          | 3.             | Brno         | 1              |    |             |             |             |   |    |            |            |            |   |  |        |        |        |
|  |          |                |              |                |    |             |             |             |   |    |            |            |            |   |  |        |        |        |
|  |          |                |              |                |    |             |             |             |   |    |            |            |            |   |  |        |        |        |
|  |          | 3.             | Brno         | 4              |    |             |             |             |   |    |            |            |            |   |  |        |        |        |
|  |          |                |              | 4              |    |             |             |             |   |    |            |            |            |   |  |        |        |        |
|  |          |                | 6.           | Zlín           | 3  |             |             |             |   |    |            |            |            |   |  |        |        |        |
|  |          |                | 6.           | Zlín           | 3  |             |             |             |   |    |            |            |            |   |  |        |        |        |
|  |          |                |              |                |    |             |             |             |   |    |            |            |            |   |  |        |        |        |

Všechny časy jsou uvedeny v SEČ, popřípadě SELČ.
Pozn. Pavouk pro semifinále nemusí vypadat tak, jak je tu zobrazen. Obecně platí, že se v semifinále utká nejlepší postupující s nejhorším a druhý nejlepší s druhým nejhorším.

### Předkolo

#### Plzeň (7.) – Mladá Boleslav (10.)
| 4. března 2015 18:20 | HC Škoda Plzeň | 4 : 5 (0:0, 2:4, 2:1) | BK Mladá Boleslav | Home Monitoring Aréna Návštěvnost: 3785 |  |

| Report                                                                                   |                                                                                          |                                     | |                                                                 |
|                                                                                          |                                                                                          | Brankáři                            | | Rozhodčí: Pavel Hodek, Robin Šír Čároví: Jiří Flegl Michal Zíka |
| Dominik Kubalík 21:51' Nicholas Johnson 25:32' Vojtěch Mozík 52:08' Mario Bližňák 57:37' | Dominik Kubalík 21:51' Nicholas Johnson 25:32' Vojtěch Mozík 52:08' Mario Bližňák 57:37' | 0:1 1:1 1:2 2:2 2:3 2:4 2:5 3:5 4:5 | 21:17' Václav Kočí 24:35' David Výborný 32:29' David Výborný 37:58' Tomáš Klimenta 45:02' Radan Lenc | Rozhodčí: Pavel Hodek, Robin Šír Čároví: Jiří Flegl Michal Zíka |
| 29                                                                                       | 29                                                                                       | Střely                              | 39                                                                                                   | Rozhodčí: Pavel Hodek, Robin Šír Čároví: Jiří Flegl Michal Zíka |

| 5. března 2015 17:30 | HC Škoda Plzeň | 2 : 1 (0:0, 2:4, 2:1) | BK Mladá Boleslav | Home Monitoring Aréna Návštěvnost: 4253 |  |

| Report                                    |                                           |             |                     |                                                                     |
|                                           |                                           | Brankáři    |                     | Rozhodčí: Petr Úlehla, René Hradil Čároví: Josef Špůr Jiří Ondráček |
| Ryan Hollweg 1:31' Nicholas Johnson 9:44' | Ryan Hollweg 1:31' Nicholas Johnson 9:44' | 1:0 2:0 2:1 | 51:35' Martin Látal | Rozhodčí: Petr Úlehla, René Hradil Čároví: Josef Špůr Jiří Ondráček |
| 20                                        | 20                                        | Střely      | 37                  | Rozhodčí: Petr Úlehla, René Hradil Čároví: Josef Špůr Jiří Ondráček |

| 7. března 2015 17:30 | BK Mladá Boleslav | 4 : 2 (2:0, 2:2, 4:2) | HC Škoda Plzeň | ŠKO-ENERGO Aréna Návštěvnost: 4200 |  |

| Report                                                                              |                                                                                     |                         |                                      |                                                                       |
|                                                                                     |                                                                                     | Brankáři                |                                      | Rozhodčí: Roman Mrkva, Robin Šír Čároví: Stanislav Barvíř Petr Blümel |
| David Výborný 16:12' Dominik Pacovský 19:15' Lukáš Pabiška 52:59' Jiří Kučný 59:15' | David Výborný 16:12' Dominik Pacovský 19:15' Lukáš Pabiška 52:59' Jiří Kučný 59:15' | 1:0 2:0 2:1 2:2 3:2 4:2 | 20:39' Petr Kadlec 33:58' Ján Sýkora | Rozhodčí: Roman Mrkva, Robin Šír Čároví: Stanislav Barvíř Petr Blümel |
| 44                                                                                  | 44                                                                                  | Střely                  | 30                                   | Rozhodčí: Roman Mrkva, Robin Šír Čároví: Stanislav Barvíř Petr Blümel |

| 8. března 2015 17:30                                                             | BK Mladá Boleslav                                                                | 4 : 2 (1:0 2:2 1:0)     | HC Škoda Plzeň                           | ŠKO-ENERGO Aréna Návštěvnost: 4200                                        |  |
|                                                                                  |                                                                                  | Brankáři                |                                          | Rozhodčí: Jan Hribík, Alexander Pavlovič Čároví: Jiří Gebauer Vít Lederer |  |
| Tomáš Hyka 16:51' Lukáš Pabiška 22:19' Michal Bárta 29:38' Tomáš Klimenta 53:39' | Tomáš Hyka 16:51' Lukáš Pabiška 22:19' Michal Bárta 29:38' Tomáš Klimenta 53:39' | 1:0 2:0 3:0 3:1 3:2 4:2 | 33:20' Tomáš Sýkora 38:39' Dominik Simon | Rozhodčí: Jan Hribík, Alexander Pavlovič Čároví: Jiří Gebauer Vít Lederer |  |
| 39                                                                               | 39                                                                               | Střely                  | 24                                       | Rozhodčí: Jan Hribík, Alexander Pavlovič Čároví: Jiří Gebauer Vít Lederer |  |

Do čtvrtfinále postoupil tým BK Mladá Boleslav, když v sérii zvítězil 3:1 na zápasy.

#### Vítkovice (8.) – Pardubice (9.)
| 4. března 2015 17:00 | HC Vítkovice Steel | 8 : 2 (1:2, 5:0, 2:0) | HC ČSOB Pojišťovna Pardubice | Zimní stadion Ostrava-Poruba Návštěvnost: 5000 |  |

| Report | |                                         |                                        |                                                                               |
| | | Brankáři                                |                                        | Rozhodčí: Vladimír Pešina, Vladimír Šindler Čároví: David Jelínek Tomáš Pešek |
| Vladimír Svačina 17:26' Tomáš Svoboda 21:41' Roman Sturc 22:32' Lukáš Klok 24:30' Tomáš Pastor 30:06' Tomáš Svoboda 31:40' Rudolf Huna 41:01' Roman Sturc 49:20' | Vladimír Svačina 17:26' Tomáš Svoboda 21:41' Roman Sturc 22:32' Lukáš Klok 24:30' Tomáš Pastor 30:06' Tomáš Svoboda 31:40' Rudolf Huna 41:01' Roman Sturc 49:20' | 0:1 0:2 1:2 2:2 3:2 4:2 5:2 6:2 7:2 8:2 | 09:34' Tomáš Marcinko 11:14' Jan Starý | Rozhodčí: Vladimír Pešina, Vladimír Šindler Čároví: David Jelínek Tomáš Pešek |
| 40 | 40 | Střely                                  | 25                                     | Rozhodčí: Vladimír Pešina, Vladimír Šindler Čároví: David Jelínek Tomáš Pešek |

| 5. března 2015 18:20 | HC Vítkovice Steel | 2 : 4 (0:2, 1:1, 1:1) | HC ČSOB Pojišťovna Pardubice | Zimní stadion Ostrava-Poruba Návštěvnost: 4723 |  |

| Report                                     |                                            |                         |                                                                                   |                                                                              |
|                                            |                                            | Brankáři                |                                                                                   | Rozhodčí: Jan Hribík, Oldřich Hejduk Čároví: Rudolf Tošenovjan Marek Hlavatý |
| Richard Stehlík 27:25' Ondřej Roman 51:31' | Richard Stehlík 27:25' Ondřej Roman 51:31' | 0:1 0:2 0:3 1:3 2:3 2:4 | 12:41' Jaroslav Moučka 14:08' Jan Starý 23:19' Matouš Venkrbec 58:30' Lukáš Radil | Rozhodčí: Jan Hribík, Oldřich Hejduk Čároví: Rudolf Tošenovjan Marek Hlavatý |
| 30                                         | 30                                         | Střely                  | 29                                                                                | Rozhodčí: Jan Hribík, Oldřich Hejduk Čároví: Rudolf Tošenovjan Marek Hlavatý |

| 7. března 2015 17:00 | HC ČSOB Pojišťovna Pardubice | 6 : 3 (2:1, 2:2, 2:0) | HC Vítkovice Steel | Tipsport Arena Návštěvnost: 6983 |  |

| Report | |                                     |                                                               |                                                                           |
| | | Brankáři                            |                                                               | Rozhodčí: Pavel Hodek, Vladimír Pešina Čároví: Lukáš Kájínek Kamil Zavřel |
| Jakub Gašparovič 04:19' Radoslav Tybor 18:32' Lukáš Radil 21:19' Petr Sýkora 24:10' Matouš Venkrbec 50:14' Tomáš Marcinko 55:01' | Jakub Gašparovič 04:19' Radoslav Tybor 18:32' Lukáš Radil 21:19' Petr Sýkora 24:10' Matouš Venkrbec 50:14' Tomáš Marcinko 55:01' | 1:0 2:0 2:1 3:1 4:1 4:2 4:3 5:3 6:3 | Tomáš Pastor 18:47' Michael Vandas 27:29' Petr Kolouch 29:34' | Rozhodčí: Pavel Hodek, Vladimír Pešina Čároví: Lukáš Kájínek Kamil Zavřel |
| 32 | 32 | Střely                              | 27                                                            | Rozhodčí: Pavel Hodek, Vladimír Pešina Čároví: Lukáš Kájínek Kamil Zavřel |

| 8. března 2015 17:00                                                                            | HC ČSOB Pojišťovna Pardubice                                                                    | 5 : 0 (0:0 4:0 1:0) | HC Vítkovice Steel | Tipsport Arena Návštěvnost: 7102                                        |  |
|                                                                                                 |                                                                                                 | Brankáři            |                    | Rozhodčí: Martin Fraňo, Roman Svoboda Čároví: David Jelínek Tomáš Pešek |  |
| Petr Čáslava 23:46' Jan Starý 27:46' Petr Sýkora 30:30' Petr Sýkora 35:17' Tomáš Zohorna 45:37' | Petr Čáslava 23:46' Jan Starý 27:46' Petr Sýkora 30:30' Petr Sýkora 35:17' Tomáš Zohorna 45:37' | 1:0 2:0 3:0 4:0 5:0 |                    | Rozhodčí: Martin Fraňo, Roman Svoboda Čároví: David Jelínek Tomáš Pešek |  |
| 36                                                                                              | 36                                                                                              | Střely              | 35                 | Rozhodčí: Martin Fraňo, Roman Svoboda Čároví: David Jelínek Tomáš Pešek |  |

Do čtvrtfinále postoupil tým HC ČSOB Pojišťovna Pardubice, když v sérii zvítězil 3:1 na zápasy.

### Čtvrtfinále

#### Třinec (1.) – Mladá Boleslav (10.)
| 13. března 2015 17:00 | HC Oceláři Třinec | 2 : 1 (0:0, 2:0, 0:1) | BK Mladá Boleslav | Werk Arena Návštěvnost: 5200 |  |

| Report                                     |                                            |             |                      |                                                                       |
|                                            |                                            | Brankáři    |                      | Rozhodčí: Jan Hribik, Robin Šír Čároví: Miroslav Lhotský Jiří Svoboda |
| David Cienciala 29:35' Daniel Rákos 38:26' | David Cienciala 29:35' Daniel Rákos 38:26' | 1:0 2:0 2:1 | 40:53' Lukáš Pabiška | Rozhodčí: Jan Hribik, Robin Šír Čároví: Miroslav Lhotský Jiří Svoboda |
| 16                                         | 16                                         | Střely      | 30                   | Rozhodčí: Jan Hribik, Robin Šír Čároví: Miroslav Lhotský Jiří Svoboda |

| 14. března 2015 17:00 | HC Oceláři Třinec | 3 : 2 (3:2, 0:0, 0:0) | BK Mladá Boleslav | Werk Arena Návštěvnost: 5200 |  |

| Report                                                   |                                                          |                     |                                       |                                                                         |
|                                                          |                                                          | Brankáři            |                                       | Rozhodčí: René Hradil, Petr Úlehla Čároví: Stanislav Barvíř Petr Blümel |
| Erik Hrňa 04:16' Jakub Klepiš 09:44' Josef Hrabal 19:25' | Erik Hrňa 04:16' Jakub Klepiš 09:44' Josef Hrabal 19:25' | 1:0 2:0 2:1 2:2 3:2 | 13:32' Mitja Robar 14:38' Michal Broš | Rozhodčí: René Hradil, Petr Úlehla Čároví: Stanislav Barvíř Petr Blümel |
| 29                                                       | 29                                                       | Střely              | 24                                    | Rozhodčí: René Hradil, Petr Úlehla Čároví: Stanislav Barvíř Petr Blümel |

| 17. března 2015 17:30 | BK Mladá Boleslav | 5 : 2 (1:0, 2:2, 2:0) | HC Oceláři Třinec | ŠKO-ENERGO Aréna Návštěvnost: 4200 |  |

| Report                                                                                               | |                             |                                         |                                                                                 |
| | | Brankáři                    |                                         | Rozhodčí: Vladimír Šindler, Oldřich Hejduk Čároví: Tomáš Brejcha Libor Suchánek |
| Mitja Robar 06:22' Michal Bárta 26:21' Michal Bárta 37:55' Martin Látal 51:33' Tomáš Klimenta 56:25' | Mitja Robar 06:22' Michal Bárta 26:21' Michal Bárta 37:55' Martin Látal 51:33' Tomáš Klimenta 56:25' | 1:0 2:0 2:1 2:2 3:2 4:2 5:2 | 31:54' David Cienciala 34:37' Erik Hrňa | Rozhodčí: Vladimír Šindler, Oldřich Hejduk Čároví: Tomáš Brejcha Libor Suchánek |
| 45                                                                                                   | 45                                                                                                   | Střely                      | 39                                      | Rozhodčí: Vladimír Šindler, Oldřich Hejduk Čároví: Tomáš Brejcha Libor Suchánek |

| 18. března 2015 17:30 | BK Mladá Boleslav | 1 : 2 (1:0, 0:2, 0:0) | HC Oceláři Třinec | ŠKO-ENERGO Aréna Návštěvnost: 4030 |  |

| Report                  |                         |             |                                              |                                                                         |
|                         |                         | Brankáři    |                                              | Rozhodčí: Pavel Hodek, Petr Úlehla Čároví: Stanislav Barvíř Petr Blümel |
| Dominik Pacovský 01:08' | Dominik Pacovský 01:08' | 1:0 1:1 1:2 | 20:50' Lukáš Galvas 22:57' Vladimír Dravecký | Rozhodčí: Pavel Hodek, Petr Úlehla Čároví: Stanislav Barvíř Petr Blümel |
| 33                      | 33                      | Střely      | 44                                           | Rozhodčí: Pavel Hodek, Petr Úlehla Čároví: Stanislav Barvíř Petr Blümel |

| 20. března 2015 17:00 | HC Oceláři Třinec | 4 : 3 (1:1, 1:0, 2:2) | BK Mladá Boleslav | Werk Arena Návštěvnost: 5092 |  |

| Report                                                                             |                                                                                    |                             |                                                            |                                                                                |
|                                                                                    |                                                                                    | Brankáři                    |                                                            | Rozhodčí: Vladimír Šindler, Pavel Mikula Čároví: Miroslav Lhotský Jiří Svoboda |
| Tomáš Plíhal 07:46' Jakub Klepiš 34:26' Martin Adamský 58:40' Tomáš Linhart 59:49' | Tomáš Plíhal 07:46' Jakub Klepiš 34:26' Martin Adamský 58:40' Tomáš Linhart 59:49' | 1:0 1:1 2:1 2:2 2:3 3:3 4:3 | 09:29' Michal Bárta 50:21' Lukáš Pabiška 55:33' Tomáš Hyka | Rozhodčí: Vladimír Šindler, Pavel Mikula Čároví: Miroslav Lhotský Jiří Svoboda |
| 24                                                                                 | 24                                                                                 | Střely                      | 30                                                         | Rozhodčí: Vladimír Šindler, Pavel Mikula Čároví: Miroslav Lhotský Jiří Svoboda |

Do semifinále postoupil tým HC Oceláři Třinec, když v sérii zvítězil 4:1 na zápasy.

#### Litvínov (2.) – Pardubice (9.)
| 13. března 2015 18:20 | HC Verva Litvínov | 4 : 0 (2:0, 1:0, 1:0) | HC ČSOB Pojišťovna Pardubice | Zimní stadion Ivana Hlinky Návštěvnost: 6011 |  |

| Report                                                                             |                                                                                    |                 |    |                                            |
|                                                                                    |                                                                                    | Brankáři        |    | Rozhodčí: Vladimír Šindler, Oldřich Hejduk |
| Tomáš Pavelka 6:58' Filip Pavlík 12:42' František Lukeš 29:24' Peter Jánský 53:02' | Tomáš Pavelka 6:58' Filip Pavlík 12:42' František Lukeš 29:24' Peter Jánský 53:02' | 1:0 2:0 3:0 4:0 |    | Rozhodčí: Vladimír Šindler, Oldřich Hejduk |
| 48                                                                                 | 48                                                                                 | Střely          | 20 | Rozhodčí: Vladimír Šindler, Oldřich Hejduk |

| 14. března 2015 17:30 | HC Verva Litvínov | 4 : 1 (1:1, 0:0, 3:0) | HC ČSOB Pojišťovna Pardubice | Zimní stadion Ivana Hlinky Návštěvnost: 6011 |  |

| Report                                                                                           |                                                                                                  |                     |                   |                                                                        |
|                                                                                                  |                                                                                                  | Brankáři            |                   | Rozhodčí: Martin Fraňo, Martin Homola Čároví: Tomáš Gerát Daniel Hynek |
| Jakub Petružálek 06:37' Rostislav Martynek 46:39' Jakub Petružálek 47:59' Martin Ručinský 59:47' | Jakub Petružálek 06:37' Rostislav Martynek 46:39' Jakub Petružálek 47:59' Martin Ručinský 59:47' | 1:0 1:1 2:1 3:1 4:1 | 19:47'Lukáš Radil | Rozhodčí: Martin Fraňo, Martin Homola Čároví: Tomáš Gerát Daniel Hynek |
| 42                                                                                               | 42                                                                                               | Střely              | 18                | Rozhodčí: Martin Fraňo, Martin Homola Čároví: Tomáš Gerát Daniel Hynek |

| 17. března 2015 17:20 | HC ČSOB Pojišťovna Pardubice | 1 : 3 (0:2, 1:1, 0:0) | HC Verva Litvínov | Tipsport Arena Návštěvnost: 8365 |  |

| Report             |                    |                 |                                                                 |                                         |
|                    |                    | Brankáři        |                                                                 | Rozhodčí: Martin Fraňo, Vladimír Pešina |
| Petr Sýkora 23:54' | Petr Sýkora 23:54' | 0:1 0:2 1:2 1:3 | 02:53' Jakub Petružálek 07:42' Peter Jánský 35:33' Peter Jánský | Rozhodčí: Martin Fraňo, Vladimír Pešina |
| 28                 | 28                 | Střely          | 29                                                              | Rozhodčí: Martin Fraňo, Vladimír Pešina |

| 18. března 2015 18:00 | HC ČSOB Pojišťovna Pardubice | 3 : 2 PP (1:1, 1:1, 0:0, 1:0) | HC Verva Litvínov | Tipsport Arena Návštěvnost: 8776 |  |

| Report                                                        |                                                               |                     |                                            |                                  |
|                                                               |                                                               | Brankáři            |                                            | Rozhodčí: René Hradil, Robin Šír |
| Tomáš Marcinko 13:51' Radoslav Tybor 26:41' Tomáš Kaut 65:29' | Tomáš Marcinko 13:51' Radoslav Tybor 26:41' Tomáš Kaut 65:29' | 0:1 1:1 2:1 2:2 3:2 | 13:38' Martin Ručinský 32:27' Filip Pavlík | Rozhodčí: René Hradil, Robin Šír |
| 31                                                            | 31                                                            | Střely              | 33                                         | Rozhodčí: René Hradil, Robin Šír |

| 20. března 2015 18:20 | HC Verva Litvínov | 2 : 1 PP (0:1, 0:0, 1:0 - 1:0) | HC ČSOB Pojišťovna Pardubice | Zimní stadion Ivana Hlinky Návštěvnost: 5742 |  |

| Report                                     |                                            |             |                    |                                         |
|                                            |                                            | Brankáři    |                    | Rozhodčí: Martin Homola, Oldřich Hejduk |
| Jakub Petružálek 40:53' Viktor Hübl 73:23' | Jakub Petružálek 40:53' Viktor Hübl 73:23' | 0:1 1:1 2:1 | 03:45' Petr Sýkora | Rozhodčí: Martin Homola, Oldřich Hejduk |
| 57                                         | 57                                         | Střely      | 29                 | Rozhodčí: Martin Homola, Oldřich Hejduk |

Do semifinále postoupil tým HC Verva Litvínov, když v sérii zvítězil 4:1 na zápasy.

#### Brno (3.) – Zlín (6.)
| 11. března 2015 18:00 | HC Kometa Brno | 2 : 3 PP (1:0, 0:2, 1:0, 0:1) | PSG Zlín | DRFG Arena Návštěvnost: 7200 |  |

| Report                                  |                                         |                     |                                                          |                                            |
|                                         |                                         | Brankáři            |                                                          | Rozhodčí: Oldřich Hejduk, Vladimír Šindler |
| Leoš Čermák 13:03' Vojtěch Němec 59:49' | Leoš Čermák 13:03' Vojtěch Němec 59:49' | 1:0 1:1 1:2 2:2 2:3 | 30:33' Tomáš Žižka 30:51' Roman Vlach 60:46' Zdeněk Okál | Rozhodčí: Oldřich Hejduk, Vladimír Šindler |
| 34                                      | 34                                      | Střely              | 26                                                       | Rozhodčí: Oldřich Hejduk, Vladimír Šindler |

| 12. března 2015 18:00 | HC Kometa Brno | 4 : 2 (0:0, 1:0, 3:2) | PSG Zlín | DRFG Arena Návštěvnost: 7200 |  |

| Report                                                                        |                                                                               |                         |                                       |                                 |
|                                                                               |                                                                               | Brankáři                |                                       | Rozhodčí: Jan Hribik, Robin Šír |
| Petr Kuboš 30:06' Petr Ton 46:58' Vojtěch Němec 54:20' Tomáš Vondráček 54:32' | Petr Kuboš 30:06' Petr Ton 46:58' Vojtěch Němec 54:20' Tomáš Vondráček 54:32' | 1:0 1:1 2:1 3:1 4:1 4:2 | 43:37' Jiří Marušák 56:36' Petr Holík | Rozhodčí: Jan Hribik, Robin Šír |
| 21                                                                            | 21                                                                            | Střely                  | 14                                    | Rozhodčí: Jan Hribik, Robin Šír |

| 15. března 2015 15:30 | PSG Zlín | 1 : 2 (1:0, 0:2, 0:0) | HC Kometa Brno | Zimní stadion Luďka Čajky Návštěvnost: 7000 |  |

| Report            |                   |             |                                                 |                                         |
|                   |                   | Brankáři    |                                                 | Rozhodčí: Vladimír Šindler, Petr Úlehla |
| Roman Vlach 8:21' | Roman Vlach 8:21' | 1:0 1:1 1:2 | 22:42' František Ptáček 26:38' Antonín Honejsek | Rozhodčí: Vladimír Šindler, Petr Úlehla |
| 23                | 23                | Střely      | 29                                              | Rozhodčí: Vladimír Šindler, Petr Úlehla |

| 16. března 2015 18:20 | PSG Zlín | 5 : 3 (1:0, 3:2, 1:1) | HC Kometa Brno | Zimní stadion Luďka Čajky Návštěvnost: 6510 |  |

| Report                                                                                               | |                                 |                                                           |                                     |
| | | Brankáři                        |                                                           | Rozhodčí: Martin Fraňo, René Hradil |
| Jiří Ondráček 13:55' Jakub Svoboda 25:13' Pavel Kubiš 31:32' Roman Vlach 35:03' Jiří Ondráček 42:57' | Jiří Ondráček 13:55' Jakub Svoboda 25:13' Pavel Kubiš 31:32' Roman Vlach 35:03' Jiří Ondráček 42:57' | 1:0 2:0 3:0 4:0 4:1 4:2 5:2 5:3 | 36:18' Petr Mrázek 39:56' Vojtěch Německo 54:03' Jan Káňa | Rozhodčí: Martin Fraňo, René Hradil |
| 33                                                                                                   | 33                                                                                                   | Střely                          | 23                                                        | Rozhodčí: Martin Fraňo, René Hradil |

| 19. března 2015 | HC Kometa Brno | 2 : 1 (1:0, 0:0, 1:1) | PSG Zlín | DRFG Arena Návštěvnost: 7200 |  |

| Report                                  |                                         |             |                       |                                        |
|                                         |                                         | Brankáři    |                       | Rozhodčí: Pavel Hodek, Vladimír Pešina |
| Tomáš Dujsík 17:46' Vilém Burián 41:32' | Tomáš Dujsík 17:46' Vilém Burián 41:32' | 1:0 2:0 2:1 | 55:40' Oldřich Kotvan | Rozhodčí: Pavel Hodek, Vladimír Pešina |
| 30                                      | 30                                      | Střely      | 35                    | Rozhodčí: Pavel Hodek, Vladimír Pešina |

| 21. března 2015 18:20 | PSG Zlín | 5 : 0 (4:0, 1:0, 0:0) | HC Kometa Brno | Zimní stadion Luďka Čajky Návštěvnost: 7000 |  |

| Report                                                                                          |                                                                                                 |                     |    |                                   |
|                                                                                                 |                                                                                                 | Brankáři            |    | Rozhodčí: Martin Fraňo, Robin Šír |
| Zdeněk Okál 02:15' Aleš Holík 04:44' Pavel Kubiš 14:38' Roman Vlach 19:15' Ondřej Veselý 21:53' | Zdeněk Okál 02:15' Aleš Holík 04:44' Pavel Kubiš 14:38' Roman Vlach 19:15' Ondřej Veselý 21:53' | 1:0 2:0 3:0 4:0 5:0 |    | Rozhodčí: Martin Fraňo, Robin Šír |
| 26                                                                                              | 26                                                                                              | Střely              | 23 | Rozhodčí: Martin Fraňo, Robin Šír |

| 23. března 2015 18:00 | HC Kometa Brno | 5 : 0 (1:0, 3:0, 1:0) | PSG Zlín | DRFG Arena Návštěvnost: 7200 |  |

| Report                                                                                             | |                     |    |
| Jan Káňa 03:20' Jakub Koreis 21:56' Tomáš Malec 30:48' Tomáš Vondráček 38:05' Hynek Zohorna 53:21' | Jan Káňa 03:20' Jakub Koreis 21:56' Tomáš Malec 30:48' Tomáš Vondráček 38:05' Hynek Zohorna 53:21' | 1:0 2:0 3:0 4:0 5:0 |    |
| 31                                                                                                 | 31                                                                                                 | Střely              | 24 |

Do semifinále postoupil tým HC Kometa Brno, když v sérii zvítězil 4:3 na zápasy.

#### Sparta (4.) – Hradec Králové (5.)
| 11. března 2015 18:30 | HC Sparta Praha | 3 : 0 (1:0, 1:0, 1:0) | Mountfield HK | Tipsport Arena Návštěvnost: 7724 |  |

| Report                                                        |                                                               |             |    |                                    |
|                                                               |                                                               | Brankáři    |    | Rozhodčí: Pavel Hodek, René Hradil |
| Robert Sabolič 10:13' Adam Polášek 35:38' Lukáš Cingeľ 47:44' | Robert Sabolič 10:13' Adam Polášek 35:38' Lukáš Cingeľ 47:44' | 1:0 2:0 3:0 |    | Rozhodčí: Pavel Hodek, René Hradil |
| 28                                                            | 28                                                            | Střely      | 32 | Rozhodčí: Pavel Hodek, René Hradil |

| 12. března 2015 18:30 | HC Sparta Praha | 5 : 3 (1:0, 1:3, 3:0) | Mountfield HK | Tipsport Arena Návštěvnost: 7638 |  |

| Report                                                                                              | |                                 |                                                                      |                                         |
| | | Brankáři                        |                                                                      | Rozhodčí: Vladimír Pešina, Martin Fraňo |
| Jan Buchtele 14:59' Juraj Mikuš 25:18' Martin Réway 41:04' Tomáš Rolinek 54:01' Jan Buchtele 59:58' | Jan Buchtele 14:59' Juraj Mikuš 25:18' Martin Réway 41:04' Tomáš Rolinek 54:01' Jan Buchtele 59:58' | 1:0 1:1 2:1 2:2 2:3 3:3 4:3 5:3 | 24:17' Jaroslav Kudrna 27:29' Jaroslav Kudrna 27:46' Roman Kukumberg | Rozhodčí: Vladimír Pešina, Martin Fraňo |
| 32                                                                                                  | 32                                                                                                  | Střely                          | 28                                                                   | Rozhodčí: Vladimír Pešina, Martin Fraňo |

| 15. března 2015 18:20 | Mountfield HK | 3 : 4 (0:2, 1:1, 2:1) | HC Sparta Praha | Fortuna aréna Návštěvnost: 6593 |  |

| Report                                                            |                                                                   |                             |                                                                                  |                                       |
|                                                                   |                                                                   | Brankáři                    |                                                                                  | Rozhodčí: Oldřich Hejduk, Pavel Hodek |
| Collin Valcourt 32:37' Jaroslav Kudrna 49:27' Jiří Šimánek 57:41' | Collin Valcourt 32:37' Jaroslav Kudrna 49:27' Jiří Šimánek 57:41' | 0:1 0:2 1:2 1:3 1:4 2:4 3:4 | 3:50' Petr Kumstát 13:41' Karel Pilař 35:25' Jaroslav Hlinka 47:44' Petr Kumstát | Rozhodčí: Oldřich Hejduk, Pavel Hodek |
| 37                                                                | 37                                                                | Střely                      | 25                                                                               | Rozhodčí: Oldřich Hejduk, Pavel Hodek |

| 16. března 2015 18:00 | Mountfield HK | 3 : 4 (1:2, 2:1, 0:1) | HC Sparta Praha | Fortuna aréna Návštěvnost: 5926 |  |

| Report                                                         |                                                                |                             |                                                                                 |                                      |
|                                                                |                                                                | Brankáři                    |                                                                                 | Rozhodčí: Vladimír Pešina, Robin Šír |
| Michal Tvrdík 9:20' Jiří Šimánek 21:53' Collin Valcourt 35:48' | Michal Tvrdík 9:20' Jiří Šimánek 21:53' Collin Valcourt 35:48' | 0:1 0:2 1:2 2:2 2:3 3:3 3:4 | 8:43' Jan Buchtele 9:09' Juraj Mikuš 25:57' Miroslav Forman 54:14' Petr Kumstát | Rozhodčí: Vladimír Pešina, Robin Šír |
| 30                                                             | 30                                                             | Střely                      | 15                                                                              | Rozhodčí: Vladimír Pešina, Robin Šír |

Do semifinále postoupil tým HC Sparta Praha, když v sérii zvítězil 4:0 na zápasy.

### Semifinále

#### HC Oceláři Třinec (1.) – HC Sparta Praha (4.)
| 28. března 2015 15:00 | HC Oceláři Třinec | 6 : 2 (0:0, 3:1, 3:1) | HC Sparta Praha | Werk Arena Návštěvnost: 5063 |  |

| Report | |                                 |                                        |                                        |
| | | Brankáři                        |                                        | Rozhodčí: Martin Fraňo, Oldřich Hejduk |
| Radim Matuš 23:14' Martin Adamský 26:08' Erik Hrňa 34:47' Vladimír Dravecký 43:23' Milan Doudera 44:40' Tomáš Plíhal 47:15' | Radim Matuš 23:14' Martin Adamský 26:08' Erik Hrňa 34:47' Vladimír Dravecký 43:23' Milan Doudera 44:40' Tomáš Plíhal 47:15' | 1:0 2:0 2:1 3:1 4:1 5:1 6:1 6:2 | 31:10' Lukáš Pech 57:15' Daniel Přibyl | Rozhodčí: Martin Fraňo, Oldřich Hejduk |
| 26 | 26 | Střely                          | 21                                     | Rozhodčí: Martin Fraňo, Oldřich Hejduk |

| 29. března 2015 17:30 | HC Oceláři Třinec | 5 : 4 PP (0:2, 3:0, 1:2 - 1:0) | HC Sparta Praha | Werk Arena Návštěvnost: 5200 |  |

| Report                                                                                              | |                                     |                                                                                     |                                  |
| | | Brankáři                            |                                                                                     | Rozhodčí: Pavel Hodek, Robin Šír |
| Jakub Klepiš 33:57' Jiří Polanský 35:06' Erik Hrňa 35:31' Milan Doudera 57:46' Vladimír Roth 75:06' | Jakub Klepiš 33:57' Jiří Polanský 35:06' Erik Hrňa 35:31' Milan Doudera 57:46' Vladimír Roth 75:06' | 0:1 0:2 1:2 2:2 3:2 3:3 3:4 4:4 5:4 | 04:12' Jan Buchtele 19:04' Miroslav Forman 42:18' Michal Vondrka 44:41' Karel Pilař | Rozhodčí: Pavel Hodek, Robin Šír |
| 43                                                                                                  | 43                                                                                                  | Střely                              | 29                                                                                  | Rozhodčí: Pavel Hodek, Robin Šír |

| 1. dubna 2015 18:20 | HC Sparta Praha | 4 : 1 (1:0, 1:1, 2:0) | HC Oceláři Třinec | Tipsport Arena Návštěvnost: 10281 |  |

| Report                                                                                    |                                                                                           |                     |                     |                                                                         |
|                                                                                           |                                                                                           | Brankáři            |                     | Rozhodčí: Martin Fraňo Vladimír Pešina Čároví: Jiří Gebauer Vít Lederer |
| Jaroslav Hlinka 16:51' Robert Sabolič 29:07' Jaroslav Hlinka 57:24' Robert Sabolič 59:19' | Jaroslav Hlinka 16:51' Robert Sabolič 29:07' Jaroslav Hlinka 57:24' Robert Sabolič 59:19' | 1:0 2:0 2:1 3:1 4:1 | 37:58' Jakub Klepiš | Rozhodčí: Martin Fraňo Vladimír Pešina Čároví: Jiří Gebauer Vít Lederer |
| 27                                                                                        | 27                                                                                        | Střely              | 24                  | Rozhodčí: Martin Fraňo Vladimír Pešina Čároví: Jiří Gebauer Vít Lederer |

| 2. dubna 2015 18:30 | HC Sparta Praha | 2 : 1 PP (0:0, 1:1, 0:0 – 1:0) | HC Oceláři Třinec | Tipsport Arena Návštěvnost: 11027 |  |

| Report                                        |                                               |             |                      |                                                                      |
|                                               |                                               | Brankáři    |                      | Rozhodčí: Pavel Hodek Robin Šír Čároví: Tomáš Brejcha Libor Suchánek |
| Jaroslav Hlinka 30:57' Jaroslav Hlinka 61:45' | Jaroslav Hlinka 30:57' Jaroslav Hlinka 61:45' | 0:1 1:1 2:1 | 23:23' Jiří Polanský | Rozhodčí: Pavel Hodek Robin Šír Čároví: Tomáš Brejcha Libor Suchánek |
| 32                                            | 32                                            | Střely      | 28                   | Rozhodčí: Pavel Hodek Robin Šír Čároví: Tomáš Brejcha Libor Suchánek |

| 4. dubna 2015 16:20 | HC Oceláři Třinec | 3 : 2 SN (2:0, 0:1, 0:1 – 0:0 – 1:0) | HC Sparta Praha | Werk Arena Návštěvnost: 5200 |  |

| Report                                                |                                                       |                     |                                       |                                                                  |
|                                                       |                                                       | Brankáři            |                                       | Rozhodčí: Pavel Hodek Robin Šír Čároví: Jiří Gebauer Vít Lederer |
| Erik Hrňa 06:27' Milan Doudera 12:23' Zbyněk Irgl SN' | Erik Hrňa 06:27' Milan Doudera 12:23' Zbyněk Irgl SN' | 1:0 2:0 2:1 2:2 3:2 | 38:00' Lukáš Pech 40:32' Petr Kumstát | Rozhodčí: Pavel Hodek Robin Šír Čároví: Jiří Gebauer Vít Lederer |
| 39                                                    | 39                                                    | Střely              | 32                                    | Rozhodčí: Pavel Hodek Robin Šír Čároví: Jiří Gebauer Vít Lederer |

| 6. dubna 2015 18:30 | HC Sparta Praha | 2 : 3 (0:2, 1:0, 1:1) | HC Oceláři Třinec | Tipsport Arena Návštěvnost: 12004 |  |

| Report                                    |                                           |                     |                                                          |                                                                           |
|                                           |                                           | Brankáři            |                                                          | Rozhodčí: Vladimír Pešina Oldřich Hejduk Čároví: Jiří Gebauer Vít Lederer |
| Robert Sabolič 32:41' Jan Buchtele 48:18' | Robert Sabolič 32:41' Jan Buchtele 48:18' | 0:1 0:2 1:2 2:2 2:3 | 14:31' Jiří Polanský 16:40' Erik Hrňa 56:48' Zbyněk Irgl | Rozhodčí: Vladimír Pešina Oldřich Hejduk Čároví: Jiří Gebauer Vít Lederer |
| 26                                        | 26                                        | Střely              | 20                                                       | Rozhodčí: Vladimír Pešina Oldřich Hejduk Čároví: Jiří Gebauer Vít Lederer |

Do finále postoupil tým HC Oceláři Třinec, když v sérii zvítězil 4:2 na zápasy.

#### HC Verva Litvínov (2.) – HC Kometa Brno (3.)
| 26. března 2015 18:30 | HC Verva Litvínov | 3 : 2 (2:0, 0:1, 1:1) | HC Kometa Brno | Zimní stadion Ivana Hlinky Návštěvnost: 5811 |  |

| Report                                                               |                                                                      |                     |                                      |                                                                         |
|                                                                      |                                                                      | Brankáři            |                                      | Rozhodčí: Jan Hribik, Petr Úlehla Čároví: Rudolf Tošenovjan Vít Lederer |
| Michal Trávníček 01:02' Robin Hanzl 14:12' Rostislav Martynek 43:29' | Michal Trávníček 01:02' Robin Hanzl 14:12' Rostislav Martynek 43:29' | 1:0 2:0 2:1 3:1 3:2 | 25:35' Jan Káňa 56:31' Jozef Kováčik | Rozhodčí: Jan Hribik, Petr Úlehla Čároví: Rudolf Tošenovjan Vít Lederer |
| 35                                                                   | 35                                                                   | Střely              | 28                                   | Rozhodčí: Jan Hribik, Petr Úlehla Čároví: Rudolf Tošenovjan Vít Lederer |

| 27. března 2015 17:30 | HC Verva Litvínov | 2 : 1 (0:0, 0:1, 2:0) | HC Kometa Brno | Zimní stadion Ivana Hlinky Návštěvnost: 5811 |  |

| Report                                         |                                                |             |                    |                                                                           |
|                                                |                                                | Brankáři    |                    | Rozhodčí: Vladimír Šindler, Robin Šír Čároví: Marek Hlavatý David Jelínek |
| František Lukeš 45:20' Jakub Petružálek 48:33' | František Lukeš 45:20' Jakub Petružálek 48:33' | 0:1 1:1 2:1 | 21:52' Leoš Čermák | Rozhodčí: Vladimír Šindler, Robin Šír Čároví: Marek Hlavatý David Jelínek |
| 29                                             | 29                                             | Střely      | 24                 | Rozhodčí: Vladimír Šindler, Robin Šír Čároví: Marek Hlavatý David Jelínek |

| 30. března 2015 18:30 | HC Kometa Brno | 0 : 3 (0:1, 0:1, 0:1) | HC Verva Litvínov | DRFG Arena Návštěvnost: 7200 |  |

| Report |    |             |                                                                    |                                                                            |
|        |    | Brankáři    |                                                                    | Rozhodčí: Oldřich Hejduk, Vladimír Pešina Čároví: Jiří Gebauer Vít Lederer |
|        |    | 0:1 0:2 0:3 | 00:54' Jakub Petružálek 38:59' František Gerhát 58:55' Viktor Hübl | Rozhodčí: Oldřich Hejduk, Vladimír Pešina Čároví: Jiří Gebauer Vít Lederer |
| 24     | 24 | Střely      | 29                                                                 | Rozhodčí: Oldřich Hejduk, Vladimír Pešina Čároví: Jiří Gebauer Vít Lederer |

| 31. března 2015 17:20 | HC Kometa Brno | 4 : 1 (1:0, 2:1, 1:0) | HC Verva Litvínov | DRFG Arena Návštěvnost: 7200 |  |

| Report                                                                      |                                                                             |                     |                         |                                                                          |
|                                                                             |                                                                             | Brankáři            |                         | Rozhodčí: Vladimír Šindler, Robin Šír Čároví: Tomáš Brejcha Petr Charvát |
| Hynek Zohorna 09:06' Tomáš Malec 26:18' Vilém Burian 39:36' Jan Káňa 58:50' | Hynek Zohorna 09:06' Tomáš Malec 26:18' Vilém Burian 39:36' Jan Káňa 58:50' | 1:0 2:0 2:1 3:1 4:1 | Jakub Petružálek 34:36' | Rozhodčí: Vladimír Šindler, Robin Šír Čároví: Tomáš Brejcha Petr Charvát |
| 25                                                                          | 25                                                                          | Střely              | 28                      | Rozhodčí: Vladimír Šindler, Robin Šír Čároví: Tomáš Brejcha Petr Charvát |

| 3. dubna 2015 18:20 | HC Verva Litvínov | 3 : 2 PP (0:1, 2:1, 0:0 – 1:0) | HC Kometa Brno | Zimní stadion Ivana Hlinky Návštěvnost: 5811 |  |

| Report                                                    |                                                           |                     |                                              |                                                                            |
|                                                           |                                                           | Brankáři            |                                              | Rozhodčí: Martin Fraňo, Martin Homola Čároví: Stanislav Barvíř Petr Blümel |
| Robin Hanzl 20:46' Robin Hanzl 27:42' Peter Jánský 67:52' | Robin Hanzl 20:46' Robin Hanzl 27:42' Peter Jánský 67:52' | 0:1 1:1 1:2 2:2 3:2 | 03:25' Antonín Honejsek 27:19' Michal Kempný | Rozhodčí: Martin Fraňo, Martin Homola Čároví: Stanislav Barvíř Petr Blümel |
| 52                                                        | 52                                                        | Střely              | 31                                           | Rozhodčí: Martin Fraňo, Martin Homola Čároví: Stanislav Barvíř Petr Blümel |

Do finále postoupil tým HC Verva Litvínov, když v sérii zvítězil 4:1 na zápasy.

### Finále

#### Třinec (1.) – Litvínov (2.)
| 11. dubna 2015 15:20 | HC Oceláři Třinec | 1 : 3 (0:1, 1:2, 0:0) | HC Verva Litvínov | Werk Arena Návštěvnost: 5200 |  |

| Report               |                      |                 |                                                                |                                                                      |
|                      |                      | Brankáři        |                                                                | Rozhodčí: René Hradil, Robin Šír Čároví: Jaromír Bláha, Jiří Svoboda |
| Jiří Polanský 26:01' | Jiří Polanský 26:01' | 0:1 1:1 1:2 1:3 | 05:53' Karel Kubát 33:47' František Lukeš 38:41' Tomáš Pavelka | Rozhodčí: René Hradil, Robin Šír Čároví: Jaromír Bláha, Jiří Svoboda |
| 35                   | 35                   | Střely          | 26                                                             | Rozhodčí: René Hradil, Robin Šír Čároví: Jaromír Bláha, Jiří Svoboda |

| 12. dubna 2015 17:20 | HC Oceláři Třinec | 2 : 3 (0:1, 1:0, 1:2) | HC Verva Litvínov | Werk Arena Návštěvnost: 5200 |  |

| Report                                   |                                          |                     |                                                               |                                                                           |
|                                          |                                          | Brankáři            |                                                               | Rozhodčí: Martin Fraňo, Jan Hribik Čároví: Vít Lederer, Rudolf Tošenovjan |
| Lukáš Galvas 38:51' Jiří Polanský 54:25' | Lukáš Galvas 38:51' Jiří Polanský 54:25' | 0:1 1:1 1:2 1:3 2:3 | 03:37' Jakub Petružálek 45:28' Robin Hanzl 47:49' Viktor Hübl | Rozhodčí: Martin Fraňo, Jan Hribik Čároví: Vít Lederer, Rudolf Tošenovjan |
| 39                                       | 39                                       | Střely              | 16                                                            | Rozhodčí: Martin Fraňo, Jan Hribik Čároví: Vít Lederer, Rudolf Tošenovjan |

| 15. dubna 2015 17:20 | HC Verva Litvínov | 0 : 1 (0:1, 0:0, 0:0) | HC Oceláři Třinec | Zimní stadion Ivana Hlinky Návštěvnost: 6011 |  |

| Report |    |          |                       |                                                                     |
|        |    | Brankáři |                       | Rozhodčí: Robin Šír, René Hradil Čároví: Petr Blümel, Jaromír Bláha |
|        |    | 0:1      | 05:15' Štefan Ružička | Rozhodčí: Robin Šír, René Hradil Čároví: Petr Blümel, Jaromír Bláha |
| 27     | 27 | Střely   | 34                    | Rozhodčí: Robin Šír, René Hradil Čároví: Petr Blümel, Jaromír Bláha |

| 16. dubna 2015 17:20 | HC Verva Litvínov | 3 : 0 (0:0, 2:0, 1:0) | HC Oceláři Třinec | Zimní stadion Ivana Hlinky Návštěvnost: 6011 |  |

| Report                                                 |                                                        |             |    |                                                                           |
|                                                        |                                                        | Brankáři    |    | Rozhodčí: Martin Fraňo, Jan Hribik Čároví: Vít Lederer, Rudolf Tošenovjan |
| Jiří Gula 30:40' Robim Hanzl 36:27' Viktor Hübl 55:30' | Jiří Gula 30:40' Robim Hanzl 36:27' Viktor Hübl 55:30' | 1:0 2:0 3:0 |    | Rozhodčí: Martin Fraňo, Jan Hribik Čároví: Vít Lederer, Rudolf Tošenovjan |
| 24                                                     | 24                                                     | Střely      | 38 | Rozhodčí: Martin Fraňo, Jan Hribik Čároví: Vít Lederer, Rudolf Tošenovjan |

| 19. dubna 2015 18:20 | HC Oceláři Třinec | 2 : 1 SN (0:1, 0:0, 1:0 - 0:0 - 1:0) | HC Verva Litvínov | Werk Arena Návštěvnost: 5200 |  |

| Report                                               |                                                      |          |                  |                                                                            |
|                                                      |                                                      | Brankáři |                  | Rozhodčí: Oldřich Hejduk, Robin Šír Čároví: Vít Lederer, Rudolf Tošenovjan |
| Tomáš Plíhal 59:24' Vladimír Dravecký rozhodující SN | Tomáš Plíhal 59:24' Vladimír Dravecký rozhodující SN |          | 10:45' Jiří Gula | Rozhodčí: Oldřich Hejduk, Robin Šír Čároví: Vít Lederer, Rudolf Tošenovjan |
| 50                                                   | 50                                                   | Střely   | 30               | Rozhodčí: Oldřich Hejduk, Robin Šír Čároví: Vít Lederer, Rudolf Tošenovjan |

| 21. dubna 2015 18:20 | HC Verva Litvínov | 3 : 6 (1:2, 1:3, 1:1) | HC Oceláři Třinec | Zimní stadion Ivana Hlinky Návštěvnost: 6011 |  |

| Report                                                            |                                                                   |                                     | |                                                                      |
|                                                                   |                                                                   | Brankáři                            | | Rozhodčí: Martin Fraňo, Robin Šír Čároví: Jaromír Bláha, Petr Blümel |
| Peter Jánský 17:23' Martin Ručinský 28:47' Miloslav Hořava 46:52' | Peter Jánský 17:23' Martin Ručinský 28:47' Miloslav Hořava 46:52' | 0:1 1:1 1:2 1:3 2:3 2:4 2:5 3:5 3:6 | 01:43' Erik Hrňa 17:41' Tomáš Plíhal 23:50' Vladimír Dravecký 29:16' Tomáš Linhart 39:20' Štefan Ružička 57:49' Jakub Orsava | Rozhodčí: Martin Fraňo, Robin Šír Čároví: Jaromír Bláha, Petr Blümel |
| 43                                                                | 43                                                                | Střely                              | 24 | Rozhodčí: Martin Fraňo, Robin Šír Čároví: Jaromír Bláha, Petr Blümel |

| 23. dubna 2015 18:20 | HC Oceláři Třinec | 0 : 2 (0:0, 0:0, 0:2) | HC Verva Litvínov | Werk Arena Návštěvnost: 5200 |  |

| Report |    |          |                                               |                                                                             |
|        |    | Brankáři |                                               | Rozhodčí: Oldřich Hejduk, Jan Hribik Čároví: Vít Lederer, Rudolf Tošenovjan |
|        |    |          | 52:54' František Lukeš 59:44' František Lukeš | Rozhodčí: Oldřich Hejduk, Jan Hribik Čároví: Vít Lederer, Rudolf Tošenovjan |
| 36     | 36 | Střely   | 20                                            | Rozhodčí: Oldřich Hejduk, Jan Hribik Čároví: Vít Lederer, Rudolf Tošenovjan |

Mistrovský titul získal tým HC Verva Litvínov, když zvítězil 4:3 na zápasy.

## Nejproduktivnější hráči play off
Toto je konečné pořadí hráčů podle dosažených bodů. Za jeden vstřelený gól nebo přihrávku na gól hráč získal jeden bod.
| Poř. | Hráč             | Tým               | Z  | G | A  | B  | TM | +/- |
| ---- | ---------------- | ----------------- | -- | - | -- | -- | -- | --- |
| 1.   | Robin Hanzl      | HC Verva Litvínov | 17 | 5 | 10 | 15 | 4  | 6   |
| 2.   | František Lukeš  | HC Verva Litvínov | 17 | 5 | 9  | 14 | 10 | 7   |
| 3.   | Jakub Petružálek | HC Verva Litvínov | 17 | 8 | 5  | 13 | 4  | 7   |
| 4.   | Erik Hrňa        | HC Oceláři Třinec | 18 | 7 | 6  | 13 | 6  | 5   |
| 5.   | Štefan Ružička   | HC Oceláři Třinec | 18 | 2 | 10 | 12 | 24 | 1   |
| 6.   | Jaroslav Hlinka  | HC Sparta Praha   | 10 | 5 | 6  | 11 | 6  | 0   |
| 7.   | Martin Ručinský  | HC Verva Litvínov | 17 | 3 | 8  | 11 | 10 | 5   |
| 8.   | Jiří Polanský    | HC Oceláři Třinec | 16 | 5 | 5  | 10 | 14 | 1   |
| 9.   | Viktor Hübl      | HC Verva Litvínov | 17 | 4 | 6  | 10 | 12 | 5   |
| 10.  | Jakub Klepiš     | HC Oceláři Třinec | 18 | 4 | 5  | 9  | 4  | 0   |

## Oumístění
Fázi o umístění se někdy také říká play-out.
| Datum utkání | Domácí                  | Hosté                   | Výsledek | Třetiny                     | Report    |                    |                 |     |                 |  |
| ------------ | ----------------------- | ----------------------- | -------- | --------------------------- | --------- | ------------------ | --------------- | --- | --------------- |  |
| Datum utkání | Domácí                  | Hosté                   | Výsledek | Třetiny                     | 6. března | Bílí Tygři Liberec | HC Slavia Praha | 2:0 | (0:0, 0:0, 2:0) |  |
| 6. března    | HC Energie Karlovy Vary | HC Olomouc              | 3:4 SN   | (2:1, 1:2, 0:0 – 0:0 – 0:1) |           |                    |                 |     |                 |  |
| 8. března    | HC Slavia Praha         | HC Energie Karlovy Vary | 2:4      | (2:1, 0:1, 0:2)             |           |                    |                 |     |                 |  |
| 8. března    | HC Olomouc              | Bílí Tygři Liberec      | 3:2      | (1:1, 2:0, 0:1)             |           |                    |                 |     |                 |  |
| 13. března   | HC Slavia Praha         | HC Olomouc              | 3:2      | (1:0, 1:2, 1:0)             |           |                    |                 |     |                 |  |
| 13. března   | Bílí Tygři Liberec      | HC Energie Karlovy Vary | 3:4      | (0:0, 2:1, 1:3)             |           |                    |                 |     |                 |  |
| 15. března   | HC Energie Karlovy Vary | Bílí Tygři Liberec      | 4:1      | (2:1, 2:0, 0:0)             |           |                    |                 |     |                 |  |
| 15. března   | HC Olomouc              | HC Slavia Praha         | 3:2      | (1:1, 2:1, 0:0)             |           |                    |                 |     |                 |  |
| 20. března   | HC Olomouc              | HC Energie Karlovy Vary | 2:3      | (2:0, 0:3, 0:0)             |           |                    |                 |     |                 |  |
| 20. března   | HC Slavia Praha         | Bílí Tygři Liberec      | 3:1      | (0:0, 2:0, 1:1)             |           |                    |                 |     |                 |  |
| 22. března   | HC Energie Karlovy Vary | HC Slavia Praha         | 3:2      | (0:0, 1:2, 2:0)             |           |                    |                 |     |                 |  |
| 22. března   | Bílí Tygři Liberec      | HC Olomouc              | 5:3      | (2:0, 2:3, 1:0)             |           |                    |                 |     |                 |  |

### Tabulka
| Vysvětlivka     |
| --------------- |
| Účastník baráže |

| Poř. | Tým                     | Z  | V  | VP | PP | P  | VG  | OG  | B  |
| ---- | ----------------------- | -- | -- | -- | -- | -- | --- | --- | -- |
| 1.   | HC Energie Karlovy Vary | 58 | 21 | 2  | 11 | 24 | 131 | 160 | 78 |
| 2.   | Bílí Tygři Liberec      | 58 | 18 | 9  | 3  | 28 | 142 | 148 | 75 |
| 3.   | HC Olomouc              | 58 | 15 | 6  | 5  | 32 | 143 | 185 | 62 |
| 4.   | HC Slavia Praha         | 58 | 14 | 3  | 2  | 39 | 118 | 196 | 50 |

## Baráž o extraligu
Prolínací část soutěže mezi dvěma nejhoršími účastníky extraligy a stejným počtem nejlepších účastníků první ligy se hrála na přelomu března a dubna 2015.
| Vysvětlivka                                 |
| ------------------------------------------- |
| Účastník České hokejové extraligy 2015/2016 |
| Účastník 1. ligy 2015/2016                  |

| Poř. | Tým                        | Z  | V | VP | PP | P | VG | OG | B  |
| ---- | -------------------------- | -- | - | -- | -- | - | -- | -- | -- |
| 1.   | HC Olomouc                 | 12 | 7 | 0  | 2  | 3 | 34 | 26 | 23 |
| 2.   | Piráti Chomutov            | 12 | 5 | 3  | 0  | 4 | 38 | 25 | 21 |
| 3.   | HC Slavia Praha            | 12 | 4 | 3  | 1  | 4 | 25 | 23 | 19 |
| 4.   | ČEZ Motor České Budějovice | 12 | 2 | 0  | 3  | 7 | 22 | 45 | 9  |

- Tým Piráti Chomutov postoupil do České hokejové extraligy 2015/2016. Tým HC Slavia Praha sestoupil do 1. ligy.

### První kolo
| 25. března 2015 18:00                                                   | HC Olomouc                                                              | 4 : 2 (1:0, 1:2, 2:0)   | ČEZ Motor České Budějovice                | Zimní stadion Olomouc Návštěvnost: 3552                             |  |
|                                                                         |                                                                         | Brankáři                |                                           | Rozhodčí: Jan Hribik Robin Šír Čároví: Stanislav Barvíř Petr Blümel |  |
| Jakub Matai 04:13' Jan Knotek 25:52' Jiří Řípa 52:06' Jan Knotek 54:15' | Jakub Matai 04:13' Jan Knotek 25:52' Jiří Řípa 52:06' Jan Knotek 54:15' | 1:0 1:1 2:1 2:2 3:2 4:2 | 22:46' Daniel Boháč 27:16' David Kuchejda | Rozhodčí: Jan Hribik Robin Šír Čároví: Stanislav Barvíř Petr Blümel |  |
| 39                                                                      | 39                                                                      | Střely                  | 24                                        | Rozhodčí: Jan Hribik Robin Šír Čároví: Stanislav Barvíř Petr Blümel |  |

| 25. března 2015 18:00                   | HC Slavia Praha                         | 2 : 1 (1:0, 0:0, 1:1) | Piráti Chomutov      | Zimní stadion Eden Návštěvnost: 3430                                       |  |
|                                         |                                         | Brankáři              |                      | Rozhodčí: Petr Lacina Alexander Pavlovič Čároví: Vít Komárek Jiří Ondráček |  |
| David Štich 16:10' Jakub Sklenář 16:10' | David Štich 16:10' Jakub Sklenář 16:10' | 1:0 2:0 2:1           | 58:53' Antonín Dušek | Rozhodčí: Petr Lacina Alexander Pavlovič Čároví: Vít Komárek Jiří Ondráček |  |
| 20                                      | 20                                      | Střely                | 38                   | Rozhodčí: Petr Lacina Alexander Pavlovič Čároví: Vít Komárek Jiří Ondráček |  |

### Druhé kolo
| 27. března 2015 17:30                   | ČEZ Motor České Budějovice              | 2 : 3 po nájezdech (0:0, 0:1, 2:1 – 0:0 – 0:1) | HC Slavia Praha                                                | Budvar aréna Návštěvnost: 6421                                           |  |
|                                         |                                         | Brankáři                                       |                                                                | Rozhodčí: Jan Hribik Oldřich Hejduk Čároví: Stanislav Barvíř Petr Blümel |  |
| Tomáš Nouza 50:09' Roman Vráblík 58:12' | Tomáš Nouza 50:09' Roman Vráblík 58:12' | 0:1 1:1 1:2 2:2 2:3                            | 39:59' Václav Pletka 57:41' Jan Stránský nájezd' Václav Pletka | Rozhodčí: Jan Hribik Oldřich Hejduk Čároví: Stanislav Barvíř Petr Blümel |  |
| 30                                      | 30                                      | Střely                                         | 43                                                             | Rozhodčí: Jan Hribik Oldřich Hejduk Čároví: Stanislav Barvíř Petr Blümel |  |

| 27. března 2015 17:30                                               | Piráti Chomutov                                                     | 3 : 2 po nájezdech (0:0, 1:1, 1:1 – 0:0 – 1:0) | HC Olomouc                           | SD aréna Návštěvnost: 4791                                      |  |
|                                                                     |                                                                     | Brankáři                                       |                                      | Rozhodčí: René Hradil Roman Mrkva Čároví: Petr Blaha Josef Špůr |  |
| Vladimír Růžička 28:20' Antonín Dušek 50:14' Brian McGregor nájezd' | Vladimír Růžička 28:20' Antonín Dušek 50:14' Brian McGregor nájezd' | 1:0 1:1 2:1 2:2 3:2                            | 32:05' Radek Dlouhý 54:30' Jiří Řípa | Rozhodčí: René Hradil Roman Mrkva Čároví: Petr Blaha Josef Špůr |  |
| 19                                                                  | 19                                                                  | Střely                                         | 17                                   | Rozhodčí: René Hradil Roman Mrkva Čároví: Petr Blaha Josef Špůr |  |

### Třetí kolo
| 29. března 2015 17:00              | HC Olomouc                         | 2 : 0 (0:0, 2:0, 0:0) | HC Slavia Praha | Zimní stadion Olomouc Návštěvnost: 3869                                       |  |
|                                    |                                    | Brankáři              |                 | Rozhodčí: Vladimír Pešina Petr Úlehla Čároví: Marek Hlavatý Rudolf Tošenovjan |  |
| Jan Knotek 25:26' Jiří Řípa 26:39' | Jan Knotek 25:26' Jiří Řípa 26:39' | 1:0 2:0               |                 | Rozhodčí: Vladimír Pešina Petr Úlehla Čároví: Marek Hlavatý Rudolf Tošenovjan |  |
| 28                                 | 28                                 | Střely                | 23              | Rozhodčí: Vladimír Pešina Petr Úlehla Čároví: Marek Hlavatý Rudolf Tošenovjan |  |

| 29. března 2015 17:00 | ČEZ Motor České Budějovice | 1 : 4 (0:1, 0:1, 1:2) | Piráti Chomutov                                                                       | Budvar aréna Návštěvnost: 6203                                              |  |
|                       |                            | Brankáři              |                                                                                       | Rozhodčí: Vladimír Šindler Pavel Mikula Čároví: Tomáš Brejcha David Jelínek |  |
| Petr Punčochář 42:52' | Petr Punčochář 42:52'      | 0:1 0:2 0:3 1:3 1:4   | 06:46' Ondřej Kaše 25:13' Štěpán Hřebejk 40:44' Vladimír Růžička 46:36' Antonín Dušek | Rozhodčí: Vladimír Šindler Pavel Mikula Čároví: Tomáš Brejcha David Jelínek |  |
| 24                    | 24                         | Střely                | 30                                                                                    | Rozhodčí: Vladimír Šindler Pavel Mikula Čároví: Tomáš Brejcha David Jelínek |  |

### Čtvrté kolo
| 31. března 2015 17:30                                                                | Piráti Chomutov                                                                      | 4 : 3 PP (1:3, 2:0, 0:0 – 1:0) | ČEZ Motor České Budějovice                                    | SD aréna Návštěvnost: 3879                                           |  |
|                                                                                      |                                                                                      | Brankáři                       |                                                               | Rozhodčí: Petr Úlehla Martin Fraňo Čároví: Vít Komárek Jiří Ondráček |  |
| Štěpán Hřebejk 07:42' Vladimír Růžička 25:01' David Květoň 32:31' Milan Toman 64:11' | Štěpán Hřebejk 07:42' Vladimír Růžička 25:01' David Květoň 32:31' Milan Toman 64:11' | 1:0 1:1 1:2 1:3 2:3 3:3 4:3    | 14:57' David Kuchejda 17:22' Tomáš Nouza 19:54' Roman Vráblík | Rozhodčí: Petr Úlehla Martin Fraňo Čároví: Vít Komárek Jiří Ondráček |  |
| 31                                                                                   | 31                                                                                   | Střely                         | 16                                                            | Rozhodčí: Petr Úlehla Martin Fraňo Čároví: Vít Komárek Jiří Ondráček |  |

| 31. března 2015 18:00                        | HC Slavia Praha                              | 2 : 1 (1:0, 0:1, 1:0) | HC Olomouc         | Zimní stadion Eden Návštěvnost: 2675                                        |  |
|                                              |                                              | Brankáři              |                    | Rozhodčí: René Hradil Alexander Pavlovič Čároví: Lukáš Kajínek Kamil Zavřel |  |
| Miroslav Holec 07:46' Miloslav Čermák 45:34' | Miroslav Holec 07:46' Miloslav Čermák 45:34' | 1:0 1:1 2:1           | 33:33' Jakub Matai | Rozhodčí: René Hradil Alexander Pavlovič Čároví: Lukáš Kajínek Kamil Zavřel |  |
| 32                                           | 32                                           | Střely                | 39                 | Rozhodčí: René Hradil Alexander Pavlovič Čároví: Lukáš Kajínek Kamil Zavřel |  |

### Páté kolo
| 3. dubna 2015 17:00                                                           | ČEZ Motor České Budějovice                                                    | 4 : 3 (3:1, 1:2, 0:0)       | HC Olomouc                                                      | Budvar aréna Návštěvnost: 5838                                     |  |
|                                                                               |                                                                               | Brankáři                    |                                                                 | Rozhodčí: Pavel Mikula Roman Mrkva Čároví: Petr Charvát Jiří Flegl |  |
| Marek Vaniš 04:16' Luboš Rob 08:38' Michal Švihálek 16:02' Tomáš Nouza 21:02' | Marek Vaniš 04:16' Luboš Rob 08:38' Michal Švihálek 16:02' Tomáš Nouza 21:02' | 1:0 2:0 2:1 3:1 4:1 4:2 4:3 | 11:14' Jakub Herman 29:41' Rostislav Marosz 31:52' David Škůrek | Rozhodčí: Pavel Mikula Roman Mrkva Čároví: Petr Charvát Jiří Flegl |  |
| 33                                                                            | 33                                                                            | Střely                      | 25                                                              | Rozhodčí: Pavel Mikula Roman Mrkva Čároví: Petr Charvát Jiří Flegl |  |

| 3. dubna 2015 17:30 | Piráti Chomutov | 0 : 2 (0:0, 0:0, 0:2) | HC Slavia Praha                          | SD aréna Návštěvnost: 5136                                                    |  |
|                     |                 | Brankáři              |                                          | Rozhodčí: Vladimír Pešina Vladimír Šindler Čároví: Jaromír Bláha Jiří Svoboda |  |
|                     |                 | 0:1 0:2               | 40:19' Jakub Sklenář 59:27' Jan Stránský | Rozhodčí: Vladimír Pešina Vladimír Šindler Čároví: Jaromír Bláha Jiří Svoboda |  |
| 37                  | 37              | Střely                | 17                                       | Rozhodčí: Vladimír Pešina Vladimír Šindler Čároví: Jaromír Bláha Jiří Svoboda |  |

### Šesté kolo
| 5. dubna 2015 17:00  | HC Slavia Praha      | 1 : 3 (0:1, 1:0, 0:2) | ČEZ Motor České Budějovice                                   | Zimní stadion Eden Návštěvnost: 4300                                      |  |
|                      |                      | Brankáři              |                                                              | Rozhodčí: René Hradil Petr Lacina Čároví: Marek Hlavatý Rudolf Tošenovjan |  |
| Jakub Sklenář 28:03' | Jakub Sklenář 28:03' | 0:1 1:1 1:2 1:3       | 04:00' Josef Straka 53:08' David Kuchejda 56:57' Tomáš Nouza | Rozhodčí: René Hradil Petr Lacina Čároví: Marek Hlavatý Rudolf Tošenovjan |  |
| 25                   | 25                   | Střely                | 43                                                           | Rozhodčí: René Hradil Petr Lacina Čároví: Marek Hlavatý Rudolf Tošenovjan |  |

| 5. dubna 2015 18:10                        | HC Olomouc                                 | 2 : 5 (1:3, 0:0, 1:2)       | Piráti Chomutov                                                                                  | Zimní stadion Olomouc Návštěvnost: 3989                                |  |
|                                            |                                            | Brankáři                    |                                                                                                  | Rozhodčí: Jan Hribik Petr Úlehla Čároví: Jaromír Bryška Přemysl Skopal |  |
| Martin Vyrůbalík 17:08' Peter Zuzin 47:40' | Martin Vyrůbalík 17:08' Peter Zuzin 47:40' | 0:1 0:2 0:3 1:3 1:4 2:4 2:5 | 07:40' Marek Hovorka 11:09' Jan Rutta 12:32' Libor Šulák 47:06' Marek Hovorka 55:50' Ondřej Kaše | Rozhodčí: Jan Hribik Petr Úlehla Čároví: Jaromír Bryška Přemysl Skopal |  |
| 30                                         | 30                                         | Střely                      | 20                                                                                               | Rozhodčí: Jan Hribik Petr Úlehla Čároví: Jaromír Bryška Přemysl Skopal |  |

### Sedmé kolo
| 7. dubna 2015 18:00                                         | HC Olomouc                                                  | 3 : 0 (0:0, 2:0, 1:0) | ČEZ Motor České Budějovice | Zimní stadion Olomouc Návštěvnost: 2868                                      |  |
|                                                             |                                                             | Brankáři              |                            | Rozhodčí: Vladimír Pešina Martin Homola Čároví: Stanislav Barvíř Petr Blümel |  |
| Pavel Skrbek 39:12' Pavel Patera 39:41' Tomáš Houdek 42:57' | Pavel Skrbek 39:12' Pavel Patera 39:41' Tomáš Houdek 42:57' | 1:0 2:0 3:0           |                            | Rozhodčí: Vladimír Pešina Martin Homola Čároví: Stanislav Barvíř Petr Blümel |  |
| 40                                                          | 40                                                          | Střely                | 10                         | Rozhodčí: Vladimír Pešina Martin Homola Čároví: Stanislav Barvíř Petr Blümel |  |

| 7. dubna 2015 18:00    | HC Slavia Praha        | 1 : 2 (0:1, 1:0, 0:1) | Piráti Chomutov                              | Zimní stadion Eden Návštěvnost: 2435                                       |  |
|                        |                        | Brankáři              |                                              | Rozhodčí: Vladimír Šindler Oldřich Hejduk Čároví: Jaromír Bláha Josef Špůr |  |
| Jaroslav Bednář 31:24' | Jaroslav Bednář 31:24' | 0:1 1:1 1:2           | 01:09' Roman Chlouba 59:45' Vladimír Růžička | Rozhodčí: Vladimír Šindler Oldřich Hejduk Čároví: Jaromír Bláha Josef Špůr |  |
| 29                     | 29                     | Střely                | 37                                           | Rozhodčí: Vladimír Šindler Oldřich Hejduk Čároví: Jaromír Bláha Josef Špůr |  |

### Osmé kolo
| 10. dubna 2015 17:00                     | ČEZ Motor České Budějovice               | 2 : 4 (0:1, 1:1, 1:2)   | HC Slavia Praha                                                              | Budvar aréna Návštěvnost: 6244                                        |  |
|                                          |                                          | Brankáři                |                                                                              | Rozhodčí: Jan Hribik Vladimír Pešina Čároví: Jiří Gebauer Vít Lederer |  |
| Dan Růžička 32:32' David Kuchejda 44:15' | Dan Růžička 32:32' David Kuchejda 44:15' | 0:1 0:2 1:2 2:2 2:3 2:4 | 00:21' János Vas 21:24' Tomáš Vlasák 44:44' János Vas 52:11' Jaroslav Bednář | Rozhodčí: Jan Hribik Vladimír Pešina Čároví: Jiří Gebauer Vít Lederer |  |
| 38                                       | 38                                       | Střely                  | 24                                                                           | Rozhodčí: Jan Hribik Vladimír Pešina Čároví: Jiří Gebauer Vít Lederer |  |

| 10. dubna 2015 17:30                                            | Piráti Chomutov                                                 | 3 : 4 (0:0, 0:3, 3:1)       | HC Olomouc                                                                         | SD aréna Návštěvnost: 4579                                           |  |
|                                                                 |                                                                 | Brankáři                    |                                                                                    | Rozhodčí: Robin Šír René Hradil Čároví: Tomáš Brejcha Libor Suchánek |  |
| Štěpán Hřebejk 47:45' David Kämpf 51:38' Nikola Gajovský 53:04' | Štěpán Hřebejk 47:45' David Kämpf 51:38' Nikola Gajovský 53:04' | 0:1 0:2 0:3 0:4 1:4 2:4 3:4 | 26:26' Martin Vyrůbalík 29:16' Jiří Řípa 31:48' Jan Knotek 46:32' Rostislav Marosz | Rozhodčí: Robin Šír René Hradil Čároví: Tomáš Brejcha Libor Suchánek |  |
| 29                                                              | 29                                                              | Střely                      | 22                                                                                 | Rozhodčí: Robin Šír René Hradil Čároví: Tomáš Brejcha Libor Suchánek |  |

### Deváté kolo
| 12. dubna 2015 17:00                          | HC Olomouc                                    | 2 : 1 (1:0, 1:0, 0:1) | HC Slavia Praha     | Zimní stadion Olomouc Návštěvnost: 4031                               |  |
|                                               |                                               | Brankáři              |                     | Rozhodčí: Oldřich Hejduk Pavel Hodek Čároví: Jaromír Bláha Josef Špůr |  |
| Radim Kucharczyk 18:47' Tomáš Rachůnek 30:59' | Radim Kucharczyk 18:47' Tomáš Rachůnek 30:59' | 1:0 2:0 2:1           | 42:27' Tomáš Vlasák | Rozhodčí: Oldřich Hejduk Pavel Hodek Čároví: Jaromír Bláha Josef Špůr |  |
| 47                                            | 47                                            | Střely                | 22                  | Rozhodčí: Oldřich Hejduk Pavel Hodek Čároví: Jaromír Bláha Josef Špůr |  |

| 12. dubna 2015 17:00 | ČEZ Motor České Budějovice | 0 : 4 (0:0, 0:1, 0:3) | Piráti Chomutov                                                                       | Budvar aréna Návštěvnost: 6018                                            |  |
|                      |                            | Brankáři              |                                                                                       | Rozhodčí: Martin Homola Vladimír Pešina Čároví: Petr Charvát Jiří Svoboda |  |
|                      |                            | 0:1 0:2 0:3 0:4       | 30:32' Nikola Gajovský 47:23' David Květoň 48:40' Ondřej Kaše 55:24' Vladimír Růžička | Rozhodčí: Martin Homola Vladimír Pešina Čároví: Petr Charvát Jiří Svoboda |  |
| 32                   | 32                         | Střely                | 34                                                                                    | Rozhodčí: Martin Homola Vladimír Pešina Čároví: Petr Charvát Jiří Svoboda |  |

### Desáté kolo
| 14. dubna 2015 17:30 | Piráti Chomutov | 7 : 1 (3:1, 2:0, 2:0)           | ČEZ Motor České Budějovice | SD aréna Návštěvnost: 4013                                                        |  |
| Miroslav Kopřiva | Miroslav Kopřiva | Brankáři                        | David Gába Ondřej Bláha    | Rozhodčí: Pavel Hodek Vladimír Šindler Čároví: Miroslav Lhotský Rudolf Tošenovjan |  |
| Libor Šulák 05:35' Marek Hovorka 06:47' David Květoň 09:32' Marek Račuk 26:02' Nikola Gajovský 31:31' David Květoň 40:36' Lukáš Květoň 52:21' | Libor Šulák 05:35' Marek Hovorka 06:47' David Květoň 09:32' Marek Račuk 26:02' Nikola Gajovský 31:31' David Květoň 40:36' Lukáš Květoň 52:21' | 0:1 1:1 2:1 3:1 4:1 5:1 6:1 7:1 | 01:02' Tomáš Nouza         | Rozhodčí: Pavel Hodek Vladimír Šindler Čároví: Miroslav Lhotský Rudolf Tošenovjan |  |
| 12 min | 12 min | Tresty                          | 10 min                     | Rozhodčí: Pavel Hodek Vladimír Šindler Čároví: Miroslav Lhotský Rudolf Tošenovjan |  |
| 25 | 25 | Střely                          | 22                         | Rozhodčí: Pavel Hodek Vladimír Šindler Čároví: Miroslav Lhotský Rudolf Tošenovjan |  |

| 14. dubna 2015 18:00                                          | HC Slavia Praha                                               | 3 : 2 po nájezdech (1:0, 0:1, 1:1 – 0:0 – 1:0) | HC Olomouc                                    | Zimní stadion Eden Návštěvnost: 2780                                     |  |
| Dominik Furch                                                 | Dominik Furch                                                 | Brankáři                                       | Tomáš Vošvrda                                 | Rozhodčí: Oldřich Hejduk Jan Hribik Čároví: Tomáš Brejcha Libor Suchánek |  |
| Tomáš Andres 12:55' Jakub Sklenář 50:53' Tomáš Vlasák nájezd' | Tomáš Andres 12:55' Jakub Sklenář 50:53' Tomáš Vlasák nájezd' | 1:0 1:1 2:1 2:2 3:2                            | 23:27' Radim Kucharczyk 59:16' Tomáš Rachůnek | Rozhodčí: Oldřich Hejduk Jan Hribik Čároví: Tomáš Brejcha Libor Suchánek |  |
| 10 min                                                        | 10 min                                                        | Tresty                                         | 10 min                                        | Rozhodčí: Oldřich Hejduk Jan Hribik Čároví: Tomáš Brejcha Libor Suchánek |  |
| 28                                                            | 28                                                            | Střely                                         | 34                                            | Rozhodčí: Oldřich Hejduk Jan Hribik Čároví: Tomáš Brejcha Libor Suchánek |  |

### Jedenácté kolo
| 17. dubna 2015 17:30  | ČEZ Motor České Budějovice | 1 : 4 (0:0, 1:0, 0:4) | HC Olomouc                                                                            | Budvar aréna Návštěvnost: 5521                                       |  |
| Ondřej Bláha          | Ondřej Bláha               | Brankáři              | Tomáš Vošvrda                                                                         | Rozhodčí: Robin Šír René Hradil Čároví: Tomáš Brejcha Libor Suchánek |  |
| David Kuchejda 21:07' | David Kuchejda 21:07'      | 1:0 1:1 1:2 1:3 1:4   | 47:32' Radim Kucharczyk 49:14' David Škůrek 52:39' Radim Kucharczyk 59:49' Jan Knotek | Rozhodčí: Robin Šír René Hradil Čároví: Tomáš Brejcha Libor Suchánek |  |
| 8 min                 | 8 min                      | Tresty                | 8 min                                                                                 | Rozhodčí: Robin Šír René Hradil Čároví: Tomáš Brejcha Libor Suchánek |  |
| 27                    | 27                         | Střely                | 23                                                                                    | Rozhodčí: Robin Šír René Hradil Čároví: Tomáš Brejcha Libor Suchánek |  |

| 17. dubna 2015 17:30                                         | Piráti Chomutov                                              | 3 : 2 PP (1:1, 0:0, 1:1 – 1:0) | HC Slavia Praha                         | SD aréna Návštěvnost: 5250                                                 |  |
| Miroslav Kopřiva                                             | Miroslav Kopřiva                                             | Brankáři                       | Dominik Furch                           | Rozhodčí: Pavel Hodek Vladimír Šindler Čároví: David Jelínek Jiří Ondráček |  |
| Marek Hovorka 16:35' Marek Hovorka 40:34' Martin Rýgl 63:01' | Marek Hovorka 16:35' Marek Hovorka 40:34' Martin Rýgl 63:01' | 0:1 1:1 2:1 2:2 3:2            | 11:41' David Štich 50:46' Václav Pletka | Rozhodčí: Pavel Hodek Vladimír Šindler Čároví: David Jelínek Jiří Ondráček |  |
| 10 min                                                       | 10 min                                                       | Tresty                         | 8 min                                   | Rozhodčí: Pavel Hodek Vladimír Šindler Čároví: David Jelínek Jiří Ondráček |  |
| 46                                                           | 46                                                           | Střely                         | 25                                      | Rozhodčí: Pavel Hodek Vladimír Šindler Čároví: David Jelínek Jiří Ondráček |  |

### Dvanácté kolo
| 19. dubna 2015 17:00                                                                    | HC Slavia Praha                                                                         | 4 : 3 PP (0:1, 1:1, 2:1 – 1:0) | ČEZ Motor České Budějovice                           | Zimní stadion Eden Návštěvnost: 2120                                   |  |
|                                                                                         |                                                                                         | Brankáři                       |                                                      | Rozhodčí: Petr Úlehla Petr Lacina Čároví: Stanislav Barvíř Petr Blümel |  |
| Jaroslav Bednář 25:50' Miloslav Čermák 41:34' David Štich 57:22' Miloslav Čermák 62:56' | Jaroslav Bednář 25:50' Miloslav Čermák 41:34' David Štich 57:22' Miloslav Čermák 62:56' | 0:1 1:1 1:2 2:2 2:3 3:3 4:3    | 11:37' Rok Pajič 36:47' Adam Přibyl 48:09' Rok Pajič | Rozhodčí: Petr Úlehla Petr Lacina Čároví: Stanislav Barvíř Petr Blümel |  |
| 14 min                                                                                  | 14 min                                                                                  | Tresty                         | 12 min                                               | Rozhodčí: Petr Úlehla Petr Lacina Čároví: Stanislav Barvíř Petr Blümel |  |
| 50                                                                                      | 50                                                                                      | Střely                         | 29                                                   | Rozhodčí: Petr Úlehla Petr Lacina Čároví: Stanislav Barvíř Petr Blümel |  |

| 19. dubna 2015 17:00                                                                            | HC Olomouc                                                                                      | 5 : 2 (2:0, 1:0, 2:2)       | Piráti Chomutov                            | Zimní stadion Olomouc Návštěvnost: 4548                                 |  |
|                                                                                                 |                                                                                                 | Brankáři                    |                                            | Rozhodčí: Jan Hribik Pavel Mikula Čároví: Jaromír Bryška Přemysl Skopal |  |
| Peter Zuzin 15:23' Pavel Patera 18:23' Tomáš Houdek 34:16' Tomáš Houdek 41:06' Marek Laš 58:11' | Peter Zuzin 15:23' Pavel Patera 18:23' Tomáš Houdek 34:16' Tomáš Houdek 41:06' Marek Laš 58:11' | 1:0 2:0 3:0 4:0 4:1 4:2 5:2 | 43:24' Bryan McGregor 44:04' Martin Kadlec | Rozhodčí: Jan Hribik Pavel Mikula Čároví: Jaromír Bryška Přemysl Skopal |  |
| 2 min                                                                                           | 2 min                                                                                           | Tresty                      | 0 min                                      | Rozhodčí: Jan Hribik Pavel Mikula Čároví: Jaromír Bryška Přemysl Skopal |  |
| 36                                                                                              | 36                                                                                              | Střely                      | 25                                         | Rozhodčí: Jan Hribik Pavel Mikula Čároví: Jaromír Bryška Přemysl Skopal |  |

## Vybrané statistiky základní části
Vybrané statistiky dosud odehraných utkání.
- celkový počet gólů: 2 027
- průměrný počet gólů na zápas: 5,57
- hattrick v zápase:
  - Tomáš Plíhal (Třinec) – v 2 kole proti HC Olomouc 
  - Lukáš Klimek (Sparta Praha) – v 6. kolo proti HC Kometa Brno 
  - Martin Adamský (Třinec) – v 9 kole proti Mountfield HK 
  - Robert Sabolič (Sparta Praha) – v 16. kolo proti BK Mladá Boleslav) 
  - Ján Sýkora (Plzeň) – v 19. kolo proti HC Oceláři Třinec 
  - Martin Adamský (Třinec) – v 32 kole proti HC Škoda Plzeň 
  - Jiří Polanský (Třinec) – v 36 kole proti HC Kometa Brno
- nejdelší série bez inkasovaného gólu: Šimon Hrubec (TŘI – 197 minut a 28 sekund)
- nejvíce vstřelených gólů celkem: Sparta Praha (194)
- nejméně vstřelených gólů celkem: Slavia Praha (106)
- nejvíce obdržených branek celkem: Slavia Praha (181)
- nejméně obdržených branek celkem: Třinec (117)
- nejvíce vstřelených gólů v zápase: 14 – Třinec–Hradec Králové 8:6 (35. kolo)
- nejvyšší vítězství (největší rozdíl skóre): o 8 branek (zápas mezi Olomoucí a Vítkovicemi v 8. kole)
- nejrychlejší gól po zahájení zápasu: 1. minuta (00:09 min), Branko Radivojevič (LIB) v utkání Liberec–Zlín (17. kolo)
- nejzazší gól po zahájení zápasu: 65. minuta (64:38 min), Nicholas Johnson (PLZ) v utkání Pardubice–Plzeň (38. kolo)
- nejstarší hráč: Martin Ručinský (LIT) – 11. března 1971 (43 let)
- nejmladší hráč: Libor Hájek (BRN) – 4. února 1998 (17 let)
- nejstarší střelec gólu: Martin Ručinský (LIT) ve věku 43 let, 11 měsíců a 19 dnů; gól proti Olomouci ve 48. kole
- nejmladší střelec gólu: Michael Špaček (PAR) ve věku 17 let, 5 měsíců a 10 dnů; gól proti Hradci Králové ve 4. kole
- celkový počet trestných minut: 11 471
- průměr trestných minut na zápas: 31,51
- nejvíce trestných minut týmu: Karlovy Vary (951)
- nejméně trestných minut týmu: Vítkovice (587)
- nejvíce trestných minut hráče: Václav Skuhravý (KVR) – 212
- průměr využitých přesilovek: Sparta Praha (24,22%)
- průměr ubráněných oslabení: Plzeň (88,04%)
- celkový počet diváků: 1 861 115, v průměru 5 113 na zápas
- nejvyšší návštěvnost diváků na utkání: 10 509 – Sparta–Slavia (31. kolo)
- nejnižší návštěvnost diváků na utkání: 1 902 – Karlovy Vary–Mladá Boleslav (45. kolo)
- nejvyšší průměrná návštěvnost diváků na utkání: 6 681 – Pardubice
- nejnižší průměrná návštěvnost diváků na utkání: 4 042 – Karlovy Vary

## Změny během sezóny

### Výměny trenérů
V průběhu sezóny došlo k osmi změnám trenérů. Jejich přehled je uveden v tabulce.
| Tým                          | Datum změny       | Kolo     | Odvolaný trenér | Nově nastoupivší trenér |
| ---------------------------- | ----------------- | -------- | --------------- | ----------------------- |
| Bílí Tygři Liberec           | 9. října 2014     | 9. kole  | Pavel Hynek     | Rostislav Čada          |
| HC Vítkovice Steel           | 3. listopadu 2014 | 18. kole | Peter Oremus    | Ladislav Svozil         |
| HC Škoda Plzeň               | 4. listopadu 2014 | 18. kole | Milan Razým     | Ladislav Čihák          |
| HC Slavia Praha              | 5. prosince 2014  | 27. kole | Ladislav Lubina | Petr Novák              |
| HC Slavia Praha              | 14. prosince 2014 | 29. kole | Petr Novák      | Dušan Gregor            |
| HC ČSOB Pojišťovna Pardubice | 8. ledna 2015     | 35. kole | Zdeněk Venera   | Miloš Říha              |
| Bílí Tygři Liberec           | 30. ledna 2015    | 42. kole | Rostislav Čada  | Filip Pešán             |
| HC Slavia Praha              | 18. února 2015    | 47. kole | Dušan Gregor    | Josef Beránek           |

### Přeložená utkání
V průběhu sezóny došlo ke třem změnám v herním harmonogramu.
| Utkání                            | Kolo     | Původní datum | Datum odehrání | Důvod přeložení                           | Výsledek |
| --------------------------------- | -------- | ------------- | -------------- | ----------------------------------------- | -------- |
| HC Kometa Brno – PSG Zlín         | 2. kolo  | 14. září 2014 | 28. října 2014 | Neregulérní podmínky kvůli mlze nad ledem | 4:3      |
| HC Oceláři Třinec – Mountfield HK | 35. kolo | 6. ledna 2015 | 12. ledna 2015 | Epidemie chřipky v celku Mountfield HK    | 8:6      |
| HC Slavia Praha – Mountfield HK   | 36. kolo | 9. ledna 2015 | 20. ledna 2015 | Epidemie chřipky v celku Mountfield HK    | 1:2      |

| Umístění         | Mužstvo           | Hráči |
| ---------------- | ----------------- | --- |
| Zlatá medaile    | HC Verva Litvínov | Brankáři: Pavel Francouz • Michael Petrásek • Jakub Soukup Obránci: Jiří Zeman • Martin Kokeš • Marek Baránek • Jiří Šlégr • Petr Štindl • Petr Kousalík • Petr Chaloupka • Karel Kubát • Tomáš Pavelka • Jiří Gula • Filip Pavlík • Tomáš Frolo • Zbyněk Sklenička Útočníci: Michal Trávníček • Martin Ručinský • František Lukeš • František Gerhát • Miloslav Hořava • Viktor Hübl • Kamil Piroš • Rostislav Martynek • Vojtěch Kubinčák • Ondřej Jurčík • Juraj Majdan • Robin Hanzl • Jakub Šrámek • Pavel Písařík • Peter Jánský • Jakub Petružálek • Pavel Smolka Trenéři: Radim Rulík • Miloslav Hořava                                              |
| Stříbrná medaile | HC Oceláři Třinec | Brankáři: Peter Hamerlík • Šimon Hrubec • Miroslav Svoboda Obránci: David Nosek • Marek Trončinský • Rostislav Klesla • Lukáš Doudera • Tomáš Linhart • Vladimír Roth • Lukáš Galvas • Milan Doudera • Marian Adámek • Jakub Matyáš • Michael Foltýn • Josef Hrabal Útočníci: Denis Kindl • Aron Chmielewski • Štefan Ružička • Jakub Klepiš • Vladimír Dravecký • Jiří Polanský • Zbyněk Irgl • Kamil Kreps • Jakub Orsava • Adam Rufer • Tomáš Plíhal • Michal Sztefek • Antonín Pechanec • Radim Matuš • Daniel Rákos • Lukáš Žejdl • David Cienciala • Martin Adamský • Marek Růžička • Erik Hrňa • Ondřej Kovařčík Trenéři: Jiří Kalous • Václav Varaďa |
| Bronzová medaile | HC Kometa Brno    | Brankáři: Marek Čiliak • Martin Falter • Lukáš Klimeš Obránci: František Ptáček • Michal Kempný • Jozef Kováčik • Tomáš Dujsík • Petr Kuboš • Lukáš Forman (dříve Lukáš Vágner) • Libor Hájek • Jan Hanzlík • Tomáš Malec • Ondřej Dlapa Útočníci: Tomáš Vondráček • Roman Erat • Leoš Čermák • Petr Mrázek • Hynek Zohorna • Jan Káňa • Vilém Burian • Antonín Honejsek • Jakub Koreis • David Ostřížek • Jan Wasserbauer • Vojtěch Němec • Jan Hruška • Martin Dočekal • Silvester Kusko • Radim Zohorna • Adam Raška • Petr Ton Trenéři: Vladimír Kýhos a Martin Pešout                                                                                   |

## Rozhodčí

### Hlavní
- Všichni

- 2 Robert Čech
- 3 Martin Fraňo
- 4 Oldřich Hejduk
- 5 Pavel Hodek
- 6 Martin Homola
- 7 Tomáš Horák
- 8 René Hradil
- 9 Jan Hribik
- 10 Petr Lacina
- 11 Pavel Mikula (od 28. kola)
- 12 Roman Mrkva
- 14 Alexander Pavlovič
- 15 Vladimír Pešina
- 16 Roman Polák
- 17 Jakub Smitka (do 32. kola)
- 18 Štěpán Souček
- 19 Roman Svoboda
- 20 Vladimír Šindler
- 21 Robin Šír
- 22 Tomáš Turčan (do 22. kola)
- 23 Petr Úlehla
- 24 Radek Wagner

### Čároví
- Všichni

- 25 Stanislav Barvíř – 27 Petr Blümel
- 26 Jaromír Bláha – 51 Josef Špůr
- 28 Tomáš Brejcha – 49 Libor Suchánek
- 29 Jaromír Bryška – 48 Přemysl Skopal
- 30 Jiří Flegl – 47 David Polonyi
- 31 Jakub Frodl – 36 Petr Charvát
- 32 Jiří Gebauer – 42 Vít Lederer
- 33 Tomáš Gerát – 35 Daniel Hynek
- 34 Marek Hlavatý – 52 Rudolf Tošenovjan
- 38 Milan Jindra – 54 Michal Zíka
- 39 Lukáš Kajínek – 53 Kamil Zavřel
- 40 Milan Kis – 44 Ladislav Lučan
- 43 Miroslav Lhotský – 50 Jiří Svoboda
- 41 Vít Komárek – 45 Jiří Ondráček
- 46 Tomáš Pešek – 37 David Jelínek

### Hlavní
- Tobias Wehrli
- Jozef Kubuš
- Daniel Konc
- Milan Novák
- Róbert Müllner
- Jurij Oskirko
- Vladimír Baluška
- Mikko Kaukokari
- Andreas Koch

### Čároví
Do sezóny 2014/15 nenastoupil žádný mezinárodní čárový rozhodčí.